# Göteborgs historia

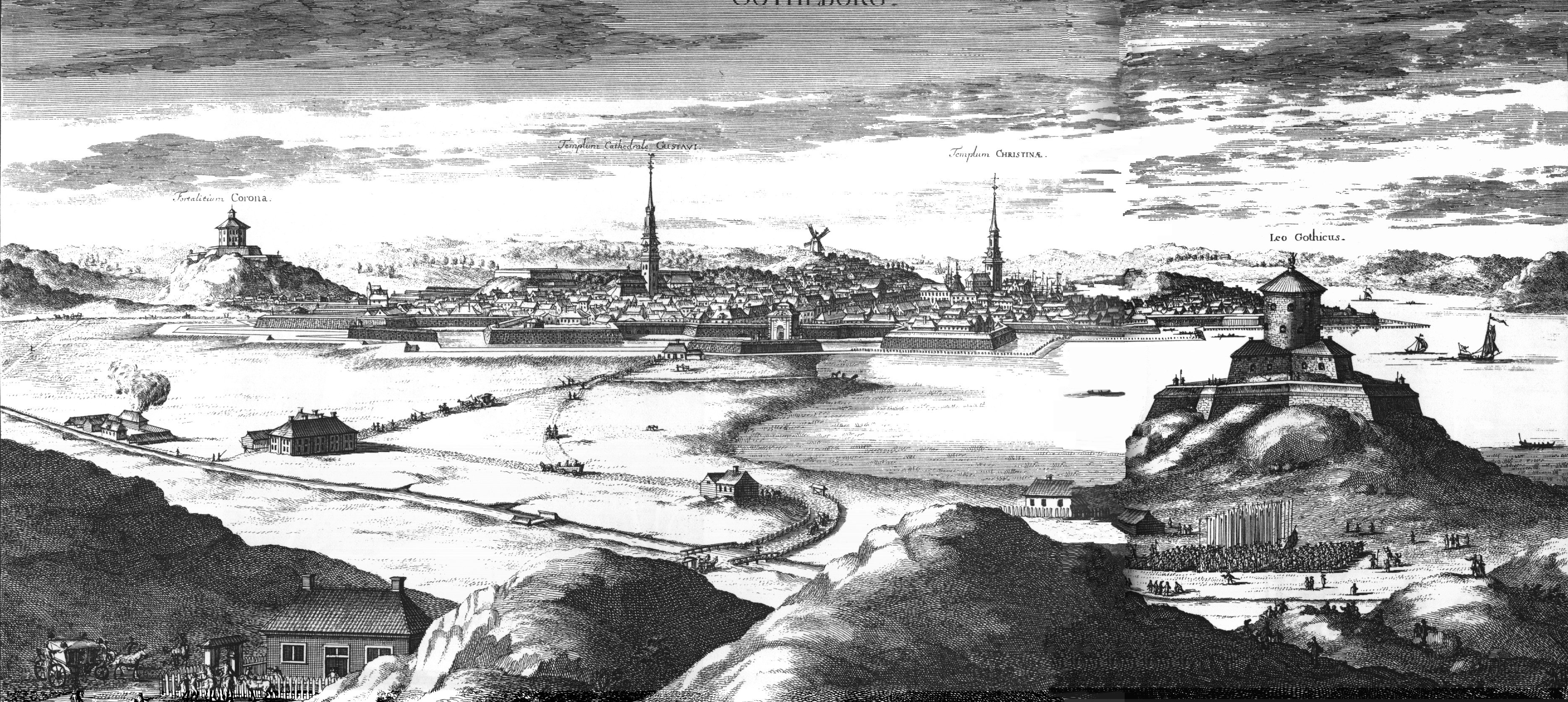
Gravyr av Göteborg från Erik Dahlberghs Suecia antiqua et hodierna 1690-1710. I förgrunden ses Gullberget med Skansen Lejonet som här kallas Leo Gothicus (Göta Lejon).

Det har bott människor i flera tusen år i det område där Göteborg nu breder ut sig. Från stenåldern har man funnit resterna av en bosättning vid Göta älvs utlopp, vid nuvarande Sandarna (Sanna) som har fått ge namn åt den arkeologiska Sandarnakulturen. Fyndplatsen dateras till 6000-talet f.Kr, då strandlinjen var cirka 25 meter över den nuvarande. Det finns 11 hällristningslokaler i Göteborgs kommun, närmare 250 bronsåldersrösen, 90 gravfält, 26 forn- eller bygdeborgar samt 2 500 fasta fornlämningar. Se Lista över hällristningslokaler i Göteborg.

## Kronologi, Göteborgs utveckling
- Lödöse  1000-talet–1526
- Nya Lödöse  1473–1624
- Älvsborgs stad  1547–1563
- Karl IX:s stad 1607–1611
- Gustav II Adolfs stad  1621–nutid

## Göteborg - förhistoria (1000-1603)

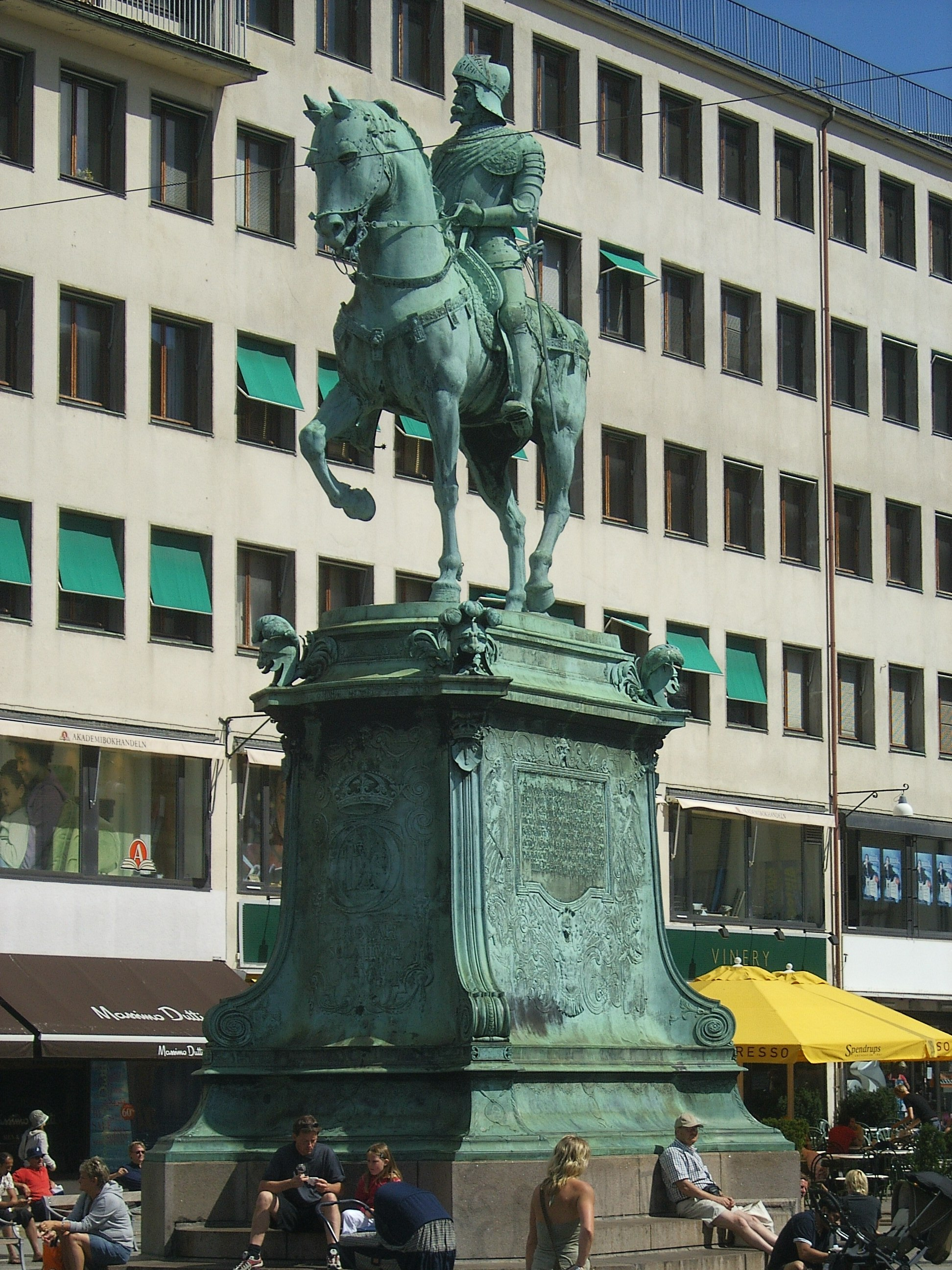
Karl IX grundade 1604 föregångaren till Göteborg. Här som staty på Kungsportsplatsen.

Före omkring år 1200 tillhörde Skagerraks och Kattegatts kuster Norge respektive Danmark. Längs med Götaälven anlades de första städerna, Kungahälla och Lödöse, på 1000-talet. Syftet med att anlägga städerna var att kontrollera handeln av jordbruksprodukter som fraktades via Göta älv och Nordre älv. Det något äldre Kungahälla blev en mötesplats för de nordiska kungarna och det var den norske kungen Sigurd som fick staden att blomstra, enligt berättelsen av den isländske stormannen Snorre Sturlasson. Genom Lödöse ville den svenska kungamakten stärka sin politiska position i området och få kontroll över handeln som gick via älvarna.
Av öarna utanför räknades Öckeröarna som norska och Brännöarna som danska, och ännu vid 1200-talets början fanns ingen svensk kust i väster. Götaland framträder i tidiga källor endast som ett inlandsområde. Bohuslän nämns dock av Snorre Sturlasson i Heimskringla där han skriver att det styrdes av jarlen Hrane den Götske och betalade skatt till svearna, innan det erövrades av Harald Hårfager och införlivades i Norge. Någon gång mellan 1206 och 1261 förvärvade Sverige dock en smal kustkorridor till Västerhavet, som omfattade Askims och Sävedals härader samt Lundby och Tuve socknar på Hisingen vilka utgjorde Östra Hisings härad. Ett avsnitt på cirka 15 kilometer. Därmed blev den södra stranden av Göta älvs mynningsområde svenskt, medan Halland längre söderut var danskt och Bohuslän, från Hisingen och norrut var norskt. Genom hamnar i Göta älv hade Sverige där sin enda användbara direktkontakt med havet i väster, främst genom Lödöse fem mil uppströms.
För att befästa Sveriges anspråk på området vid älvens mynning byggdes i mitten av 1300-talet fästningen Älvsborg vid nuvarande Klippan i stadsdelen Kungsladugård. Under 1400-talet förändrades förutsättningarna för Lödöse som kom att hamna lite långt ifrån bland annat den ökande boskapsexporten från södra Västergötland. Lödöses förbindelser med Västergötlands inland och den viktiga Skarabygden var inte bra genom vägen åt nordost och det skogiga och otillgängliga Risveden. Dessutom hade det dansk-norska inflytandet över älven stärkts nedströms Lödöse, vid Bohus fästning.
För denna landsändas produkter var alltså Lödöse en dåligt belägen hamn, och man sökte sig i stället ut över de danska hallandshamnarna och Kungahälla. Detta undandrog Sveriges krona de tullar som börjat påläggas handeln och som utkrävdes i silver. Handeln mellan Lödöse och hanseiternas hamn Lübeck under åren 1378–1400 visar att åtta fartyg per år anlöpte Lödöse, där varuvärdet årligen uppgick till cirka 1 000-3 000 mark (i jämförelse med Stockholm 13 000-21 000 mark, Kalmar 6 000 mark och Söderköping 4 000-5 000 mark). Importen bestod främst av salt, sill och öl, medan exporten bestod av smör, hästar och hudar. Utöver Lübeck bedrevs handeln med hamnar runt Nordsjön, i Tyskland, Flandern, England och Skottland samt närförbindelser med danska och norska hamnar.
Vid sitt möte i Kalmar år 1473 beslöt därför det svenska riksrådet att anlägga Götaholm (i privilegiebrevet Gøthælm) på Säveholmen, där Säveån mynnar i Göta älv. Platsen visade sig dock vara olämplig, så därför ändrades läget till området vid det nuvarande Gamlestaden. Där byggdes staden Nya Lödöse, eller Nylöse, en halvmil från havet, som en mer havsnära ersättare till Lödöse. Namnet Götaholm ersattes först året därpå efter hårda påtryckningar från Lödöses handelsmän, som ville behålla det redan etablerade namnet som var känt bland Nordeuropas handelshus. Redan 1493 omtalades Nya Lödöse som den fjärde köpstaden i riket, efter Stockholm, Åbo och Söderköping. Under 1500-talet var det rikets näst största handelsort med cirka 1 500 invånare.
När Gustav Vasa hade bestigit tronen och Kalmarunionen hade upplösts insåg kungen vikten av handeln västerut, också eftersom danskarna kontrollerade Öresund, och försåg därför Nya Lödöse med nya privilegiebrev som gav staden skattefrihet. 1547 flyttades staden närmare Älvsborgs slott för att underlätta kontrollen av handeln och bytte namn till Älvsborgs stad. Två gånger erövrades fästningen av danskarna, 1563 och 1612. Vid båda dessa tillfällen tvingades svenskarna att betala stora lösesummor – Älvsborgs lösen – för att få tillbaka fästningen.
Den första staden vid Göta älvs mynning som officiellt fick namnet Göteborg (dock bland annat Giötheborg 1605 – Göteborgh och Gothenburg 1607 – Gamble Gotenborg > 1619) anlades av Karl IX på Hisingen mitt emot gamla Älvsborg. Tillfälliga privilegier, i sju punkter, utfärdades den 14 mars 1603 och regelrätta privilegier undertecknades den 14 augusti 1607. Staden skulle ligga på kronotorpet Färjestadens ägor, rakt över Göta älv från Älvsborg räknat och blev vid starten en ren nederländsk koloni med omfattande privilegier, bland annat 20 års skattefrihet. Staden brändes dock så effektivt av danskarna redan 1611 att man först under 1900-talet funnit byggnadsrester. Se Karl IX:s Göteborg
Den äldsta källan där namnet Göteborg omnämns är i en 'Sigge Svenssons' räkenskaper från 1604: "Till 9 Stugur som opsatte ähre på hisingen der den Nyie Staden giötheborg blifua skall."
De första göteborgarna anses [källa behövs] vara de sju holländarna A. Cabeliau, Paulus de Kempenere, P. Coymans, Herman Pelgroms, Nyclaes de Hand, Peeter Langer och Paridon van Horn, som i ett brev daterat den 5 december 1606 meddelar Karl IX att man bildat ett Compani i syfte att befolka det nya Göteborg enligt privilegierna.

## 1600-talet

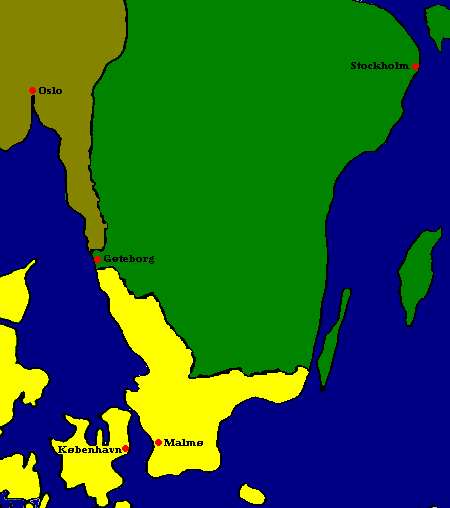
Sverige, Norge och Danmarks ungefärliga utbredning på 1600-talet, före 1658, med Göteborgs placering.
Grönt: Sverige
Gult: Danmark
Olivgrönt: Norge

Göteborgs första bebyggelse tillkom 1604, då ett antal holländare bosatte sig vid Färjenäs på Hisingen. Staden blev dock nedbränd 1611 under Kalmarkriget. Det nuvarande Göteborg började anläggas 1619 på tillskyndan av Gustav II Adolf, som, i Jönköping, på återresan till Stockholm den 18 mars 1619 undertecknar det första, tillfälliga privilegiebrevet. I mitten av juli 1619 hade den första stadsplanen för "Gutenborgh" fastställts genom ingenjören Johan Schultz och överlämnades till generalståthållaren Nils Stiernsköld i Stockholm.
Namnformerna under 1600-talet varierade mellan Giötheborgh 1605, Göteborgh 1606, Götheborg 1607, Götteborg 1607, Götheborgh 1611, Gutenborgh 1619, Gothenborg 1619, Göt(t)enborg 1620, Götenborgh 1623, Gotheborg 1635, Giöthaborg 1640 samt de mer utländska Göttenborgisch 1621, Got(h)enburgk 1607, Gothenburgisch 1609, Götheborgisch 1609. och Gotten Burg/Gottenborg 1716.
Den 4 juni 1621 fick Göteborg sina permanenta stadsprivilegier, avfattade på svenska och tyska i 37 paragrafer. Ett utdrag från dessa, säger (inledning samt slutstycke):
| ”                   | Wi GUSTAF ADOLPH, med Guds Nåde, Sweriges, Göthes och Wendes Konung, Stor-Furste uti Finland, Hertig uti Estland och Karelen, Herre til Ingermanland. Göre härmed för hwarjom och enom, som detta Wårt Privilegium företes, eller eljest til at läsa, förekommer, i synnerhet Wår tilkommande Stad Götheborgs Inwånare och deras Efterkommande, för nu och ewärdeliga tider, wetterligt, kunnigt och uppenbarligen. At efter det Wår Älskelige och Högtärade Herr Fader CAROLUS IX., af samma Nåde, Sweriges, Göthes och Wendes Konung etc, Storwördigst i Åminnelse, GUDS den Allsmägtige til Äro, och Et Christeligit Samhälde til fortplantande, Wårt Rike Swerige jämwäl til synnerligit Gagn, Prydnad och Lust, före satt sig, at fundera och uppbygga en Ny Stad uti Wårt Konunga-Rike, nära wid Wäster-Hafwet, och Götha-Älfs Inlopp belägen, den samma Götheborg kallad, och redan med allehanda Byggnader och Borgerliga Inwånare besatt och populerad blifwit, och således en god Början til et redan Borgerligit Samhälde och Handels-Stad sig synbarligen föreledt, men emedan Injuria temporum sådan börjad Fundation aldeles ruinerat och förstört. Altså hafwe Wi, efter Wår Högtärade Salige Käre Herr Faders anledning, warit allena derpå betänkt, huru Wi, näst Guds Äras utwidgande, måtte åter samma Stad å nyo upbygga, och därstädes til en Köp- Sjö- och Handels-Stad förfärdiga låta. Sådant til yttermera wisso, hafwe Wi detta til stadigt och ewigt warande åminne, jämwäl fast och obrottslig efterlefnad med Wåre händer underskrifwit, och wetterligen, Wårt Maj:ts Insegel härunder hänga låtit. Skedt och gifwit på Wårt Kongl. Slott Stockholm, den fjerde dag uti Junii månad, som war dagen för Bonifacci, gamla Calendern, efter Christi wår Saliggörares födelse, uti det Sextonhundrade och Et och Tjugonde året. | „ |
| – Gustavus Adolphus | |   |

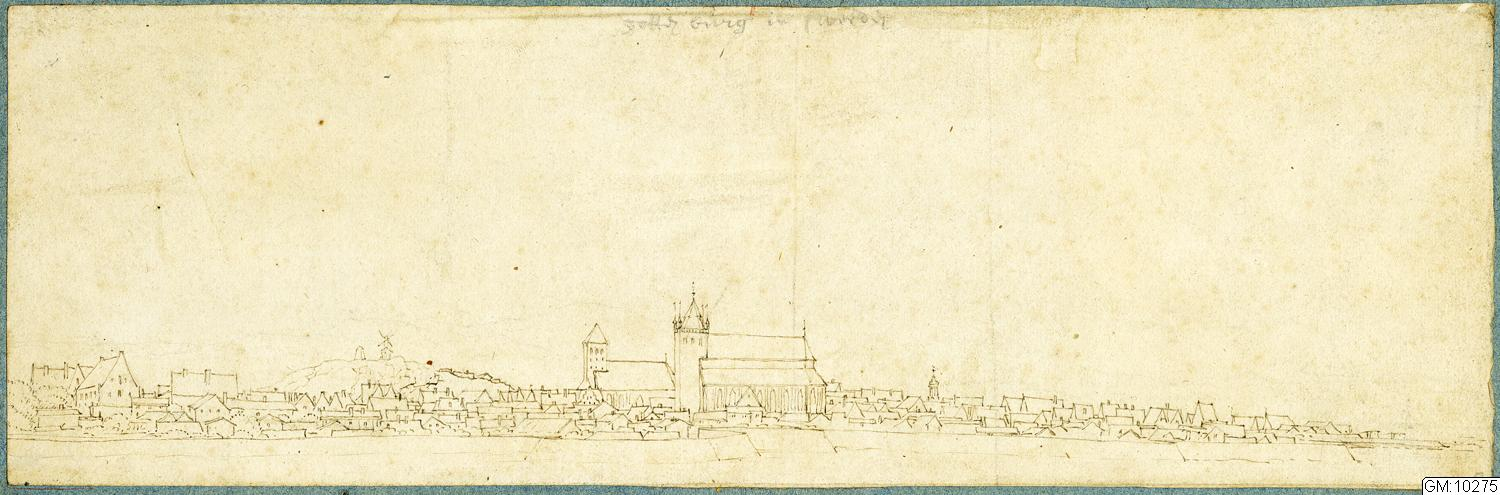
En av de tidigaste avbildningarna av Göteborg, från 1650-talet. Man ser i förgrunden stadsmuren mot söder, troligen Residenset till vänster i bild och till höger ser man Tyska kyrkan och Gustavi domkyrka med Kvarnberget i bakgrunden. Ingår i Göteborgs stadsmuseums samlingar.

Staden Göteborg byggdes på Gullbergs ängar i öster och Eklanda ängar i väster, båda kronohemman i Örgryte socken och Sävedals härad. Gränsen mellan de båda kronohemman gick i nord-sydlig riktning, rakt genom nuvarande stadsdelarna Inom Vallgraven samt Nordstaden. Eklanda bys ängar/utmarker utgjordes av två kronohemman, motsvarande nuvarande Haga, norra delen av Masthugget samt alltså de västra delarna av stadskärnan. De ingick i de 1619–1621 donerade jordegendomarna:  Eklandahemmanen, Gullbergs ängar, Kvibergs- och Härlandahemmanen och Sävedals härad. Gustav II Adolf donerade mark för stadens byggande, den så kallade "Donationsjorden", som bestod av: Kvibergshemmanen (ursprungligen räknat från 1473, ingående i Sävedals härad); Härlandahemmanen (räknat från 1474, Sävedals härad); Eklandahemmanen (1619); Sävedals härad (1621); Mölndals ström (1621); Alingsåsskogen (1621) samt De fyra Mölndals-hemmanen (1622). Först den 10 april 1970 konfirmerade Kungl. Maj:t att donationsjorden tillhörde Göteborg (Göteborgs stadsfullmäktiges handling 1970:211). Uppgifterna om arean på donationsjorden har varierat mellan 894 hektar och 1 385 hektar, men fastställdes 1965 till 12 224 500 kvadratmeter.
Under 1600-talet var många av Göteborgs invånare nederländare, skottar och tyskar, vilka spelade en stor roll för Göteborgs snabba utveckling.
Den första registrerade göteborgaren per definition var holländaren Johan wan Lingen som den 13 juni 1621 erhöll "burskap som borgare", och som därmed fick ett borgarebrev efter att ha avlagt en borgared, drygt en vecka efter Göteborgs bildande.
I ett brev den 18 juni 1621 till Axel Oxenstierna skildrar Johan Adler Salvius hur lottningen av stadens nya tomter gick till: "Efter treggiahande hus skole byggias, af idel trää, af idel steen, eller trähus medh steengafwel, giorde iagh ock tree pottor, och kastade så månge låtsedler i hwar, som tompterne för hwar hopen wore på cartet per numeros signerede, låthendes them sedan tage loth på rådstufwan, hwar uthur then potta, han wille byggia huset efter, nemligh at the som wille byggia steenhus, toge litt: A. på sedelen, och N:o 1, 2, eller 3; och så fort ahn medh B. och C. Så märker iagh at trähus medh steengaflar warde mast tagne, ty alle begäre lägenheet widh watnet, och fly despencer på steenhus."
Kyrkans starka position visade sig tidigt, och redan den 26 juli 1619 utnämndes Göteborgs förste kyrkoherde, magister Sylvester Johannis Phrygius. Denne fick den 26 april 1620 konfirmationsbrevet som superintendent, och kvarstod i detta ämbete fram till sin död 1628. Superintendenter därefter var Andreas Johannes Prytz 1629–1647 och Erik E. Brunnius 1647-1664. Den första kyrkan uppfördes 1621 på nuvarande domkyrkoplatsen, utmed Kungsgatan, en träbyggnad med ett högt spetsigt torn.
Gustav II Adolf anlitade holländare för att bygga staden, eftersom de vid denna tiden ansågs vara de största specialisterna på att bygga på sankmark. Den 23 maj 1621 utfärdades instruktioner för den svenske diplomaten juris doktor Johan Adler Salvius att som kommissarie leda stadens byggnad och organisation, och som gatuläggare (straatmaker) anställdes holländaren Jan Hendriksen samt ingenjören Johan Schultz med uppdraget att låta "afsticka och afdela" staden med hus, torg, gator och gränder. Redan på hösten samma år lämnade dock Salvius sitt uppdrag och ersattes av holländaren juris doktor Jacob van Dijck.  Som betalning fick de bland annat vittgående ekonomiska och rättsliga privilegier. Den ledande holländaren under de tidigaste förhandlingarna var Peter Langer, men Gustav II Adolf anses på ett mycket skickligt sätt ha manövrerat fram de kompromisser som gynnade honom och Sverige.

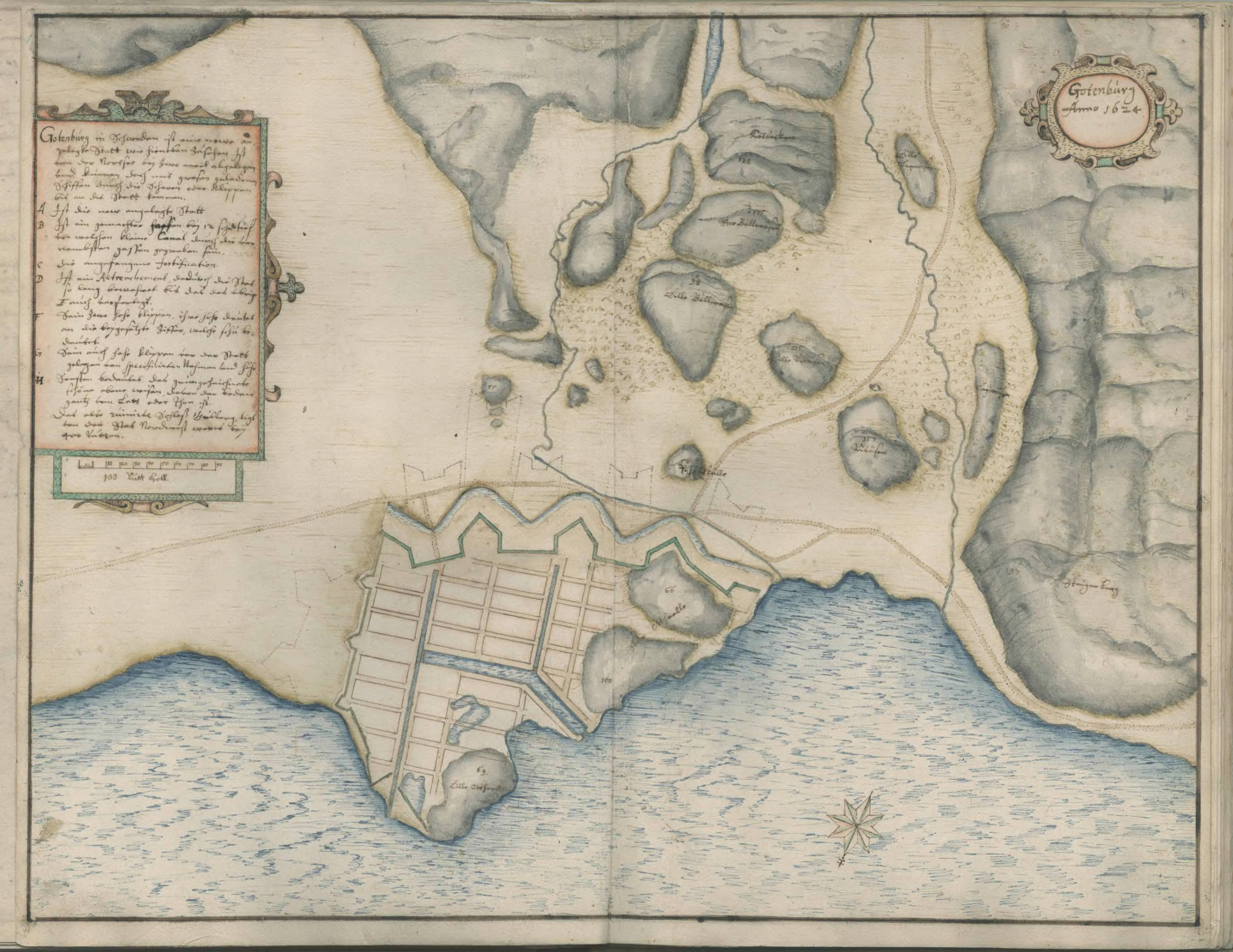
Karta över Göteborg. Ritad 1624 av Heinrich Thomé.

Stadsplanen följde den holländska stadsbyggnadsidéerna så som de bland annat realiserats i Batavia på Java, nuvarande Jakarta i Indonesien. Indonesien tillhörde senare det holländska kolonialväldet. Holländare var tidigare etablerade i Göteborg såsom kopparhandlare. Som byggmästare från grundläggningstiden känner man endast till "Petrus Theodori, architectus noster" från Holland, vilken omtalas den 12 januari 1622 i ett brev till Axel Oxenstierna.
Ända in på 1650-talet betraktades Göteborg närmast som en holländsk kolonialstad; Gotheburg ab Hollandis aliisque Belgis incolitur och a Batavis novum Amstelodamum nominatur.
I mitten av 1600-talet revs Älvsborgs fästning och man byggde Nya Elfsborg i hamninloppet, som ett led i befästningen av staden. Med tiden blev Göteborg en av de starkast befästa städerna i norra Europa med sin sicksackformade vallgrav, murar av sten, Skansen Lejonet och Skansen Kronan.

## 1700-talet

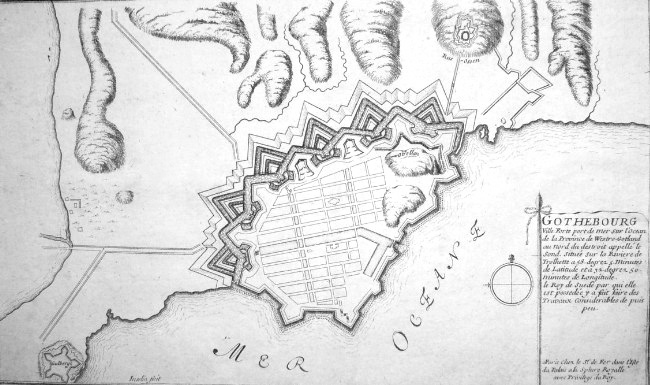
Kopparstick från 1705 av staden Göteborg, med söder uppåt.

Under det stora nordiska kriget attackerades Göteborg ett par tre gånger från sjösidan av Peder Tordenskjold, dels 1717, dels två gånger under året 1719, dock utan bestående resultat. Göteborg var under kriget också centrum för kaperi; medelpunkt och avsättningsort för en verksamhet som blomstrade 1715–1718, särskilt under Lars Gathenhielm. Även rörande utrikeshandel hade perioden sin betydelse, eftersom under Karl XII:s krig tog särskilt järnexporten till England fart.
Under den första halvan av 1700-talet dominerade emellertid fiskerinäringen, och Göteborgs hamns betydelse ökade först när allt större kvantiteter järn- och trävaror inifrån landet började skeppas ut därifrån. Under 1700-talet utvecklades Göteborg till en blomstrande handels- och sjöfartsstad med omkring 10 000 invånare. Normalt hade varje stad bara en borgmästare, men Göteborg hade tillsammans med Stockholm och Malmö (fram till 1791) två. Trots alla näringsgrenar är 1700-talets Göteborg främst förbundet med Ostindiska kompaniet, mellan 1731 och 1814, åtminstone den allmänna historiska bilden. Det första skeppet avseglade 1732 från stadens hamn och det sista anlöpte i mars 1806. Under 74 år utrustade Ostindiska kompaniet 132 expeditioner till fjärran länder. Åtta förlisningar och strandningar ägde rum; Götheborg förliste strax utanför Älvsborgs fästning 1745.
Många britter engagerade sig i Ostindiska kompaniet. Eftersom varje land gav monopol på handel med ett geografiskt område åt ett enda kompani sökte åtskilliga britter undkomma hemlandets restriktiva politik genom att investera utomlands. Eftersom Storbritanniens flotta bedrev en intensiv kampanj för att fånga in så kallade brittiska överlöpare måste Sverige skänka dem medborgarskap direkt, ty London sökte motarbeta olaga handel genom att borda även svenska skepp.
De lukrativa auktionerna höll Ostindiska kompaniet i magasinsbyggnaden vid Norra Hamngatan, tilldragelser som framför allt uppsöktes av utländska handelsmän. Ostindiska kompaniet var Sveriges framgångsrikaste företag, och själva kompaniepoken var Göteborgs verkliga blomstringstid; Ostindiska kompaniet betraktades som mer eller mindre som en integrerad del av själva staden. 

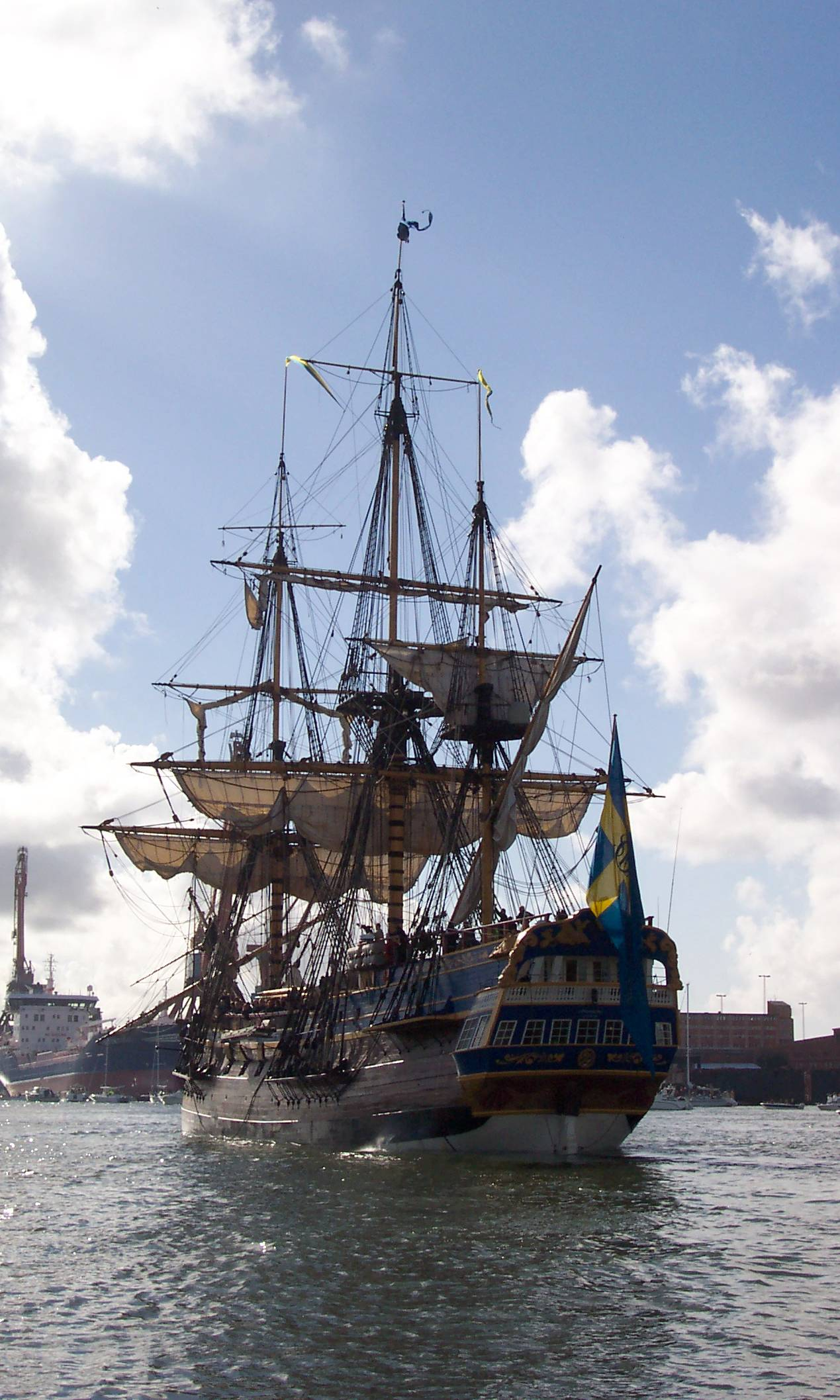
Götheborg-kopian den 2 oktober 2005.

Vue af Götheborg från Järn vågen. Till höger Järnvågen, blick med Stora Torget och Stora Hamnkanalen mot väster. Utförd av Mårten Heland och Elias Martin omkring 1790.

Södra Hamngatan och Stora Hamnkanalen med blick mot Göta älv. I fonden Stora Bommen. Motivet efter Elias Martin akvarell 1787. Bild ur Alida Magnus "Göteborgs Album".

Den intensiva handeln satte stor prägel på staden som vid denna tid fick sitt smeknamn "Lilla London". Carl von Linné skrev om staden i juli 1746:
| ”                        | Göteborg var den täckaste ibland alla i riket, till storlek något mindre än Uppsala, nästan rund, omgiven och befästad med vallar och gravar, avdelad med reguljära, räta och jämna gator, genomskuren med åtskilliga grakter eller gravar, som på ömse sidor hava gator. … Broarna eller bryggorna äro välvda, lövträn äro planterade på ömse sidor om gravarna, så att denna stad mycket liknar de holländska städer. | „ |
| – von Linné 1965, s. 140 | |   |

Vid 1700-talets slut hade Göteborgs köpmän byggt ståtliga timmerhus längs kanalerna, liknande det Gathenhielmska huset, ty samma typ av hus återfanns åtminstone längs Södra Hamngatan före stadsbranden 1802. Åren 1793–1813 brann nästan hela trähusbebyggelsen inom vallgraven ned. Arbetet med att återuppbygga staden inom vallgraven leddes av Carl Wilhelm Carlberg, en släkt som skänkte åtskilliga medlemmar som blev Göteborgs byggherrar. Särskild omsorg ägnade C.W. Carlberg Södra Hamngatan, där de flesta husen byggdes i tre våningar i empirstil; Södra Hamngatan 11 ritade han åt William Chalmers. Mellan Ostindiska kompaniets hus och Tyska kyrkan på Norra Hamngatan ligger ett annat av de få bevarade bostäderna från seklet, Sahlgrenska huset. Giuseppe Acerbi skriver angående stadsplaneringen:
| ”                     | Vad angår det inre av staden liknar det i viss mån städerna i Holland med kanaler och rader av träd utmed kajerna, skurna eller klippta på holländskt sätt. Invånarna i staden befinner sig i ett tillstånd av ständig rivalitet med dem i huvudstaden i fråga om handel såväl som i fråga om levnadssätt, moder och varje drag av lyx. Flera personer har försäkrat mig att man kan leva behagligare i Göteborg än i Stockholm. | „ |
| – Acerbi 1958, s. 20f | |   |

År 1760 utgjorde manufakturidkare 5,3 procent av Göteborgs befolkning, vilket är en stor andel i Sverige vid den här tiden. Tobaks- och sockerindustrin var också viktiga industrigrenar. Även det stora sillfisket 1747– cirka 1806 tillförde Göteborg stor vinst. Linné skriver att "Staden är folkrik av handlande, seglande, milis, främmande och folk, som stöta till ifrån hela landet; varav här är mycken ruljangs, så att inbyggarna må väl och äga sköna samt vackert möblerade hus".
Donationsmarken utanför vallgraven var ursprungligen tänkt som betesmark för borgarnas djur, men vissa delar arrenderades ut till enskilda personer. Landerier byggdes, men även annan bebyggelse uppstod, som fattighuset utanför östra porten, barnhuset, Willinska fattigfriskolan (1767) och Spinnhuset tillsammans med garverier och bryggerier. Här kom så att säga annan icke önskvärd bebyggelse ligga, sådana de rika borgarna inte ville ha inpå knutarna. Redan 1763 ansågs fattigvården vara en kommunal skyldighet.
Väster om stadskärnan, längs älvstranden fanns varv och andra maritima verksamheter, som i Haga, Masthugget och Majorna. Längst ut i väster hade Ostindiska kompaniet en del av sin verksamhet vid Klippan. Många av Ostindiska kompaniets 37 fartyg byggdes här. Kring Pölgatan, en tvärgata till Allmänna vägen, tidigare en landsväg som förband Klippan med Göteborg, ligger numera ett reservat som visar enkla bostäder för sjöfolk och varvsarbetare. I liknande bostäder bodde större delen av Göteborgs vanliga befolkning under 1700-talet.
Redan under 1700-talet ledde enskilda initiativ till att anläggningsverk av olika slag kom till stånd, som det första vattenverket 1786–87. Grunden till epitetet donationernas stad anlades. Inte sällan hade Göteborgsföretagaren en religiös grunduppfattning, som manifesterade sig i patriarkalisk omtänksamhet och gåvor till samhälleliga syften. Stora donationer för sjukhusanläggningar ägde rum, som den Sahlgrenska donationen 1772 och den Holtermanska donationen 1793. Acerbi skriver:
| ”                    | Det finns ett sjukhus i Göteborg, grundlagt av en privatperson, herr Sahlgren, och dess totala årliga inkomster uppgår till femtonhundra riksdaler. | „ |
| – Acerbi 1958, s. 21 | |   |

Niclas Sahlgren var verksam som direktör i Ostindiska kompaniet. Även William Chalmers och Anders Lesse donerade pengar. Handlanden J.P. Holtermans donation togs emellertid i bruk först 1893, som bidrag till Holtermanska sjukhuset. Det Sahlgrenska sjukhuset var Sveriges första riktiga sjukhus utanför Stockholm. 
Även inom utbildningsväsendet var Göteborg en föregångare i Sverige utanför Stockholm. År 1787 öppnades Societetsskolan av herrnhutarna, vilket var den första skolan i Sverige som erbjöd en högre undervisning till både flickor och pojkar. 
Göteborg fick år 1779 sin första fasta teater, Comediehuset. Det var Sveriges första teater utanför Stockholm med en stående personal, i en tid när övriga teatrar utanför Stockholm endast besöktes tillfälligt av kringresande teatersällskap. På teatern hölls även offentliga maskeradbaler. Göteborgs dåvarande nöjesliv tillhörde det mest utvecklade utanför Stockholm och kretsade även kring Vauxhalls nöjespark. 
Men mot slutet av 1700-talet började motgångarna för Ostindiska kompaniet. De internationella ramarna till början av den allmänna nedgången kan kopplas till freden i Versailles 1787, varefter de stora nationerna kunde återta sina förlorade marknader. Även restriktiv handelspolitik från Nederländernas och Storbritanniens sida verkade menligt på Ostindiska kompaniets verksamhet. Vidare dök USA upp på marknaden och dumpade priserna.
Då danskarna under Gustav III:s ryska krig 1788 hotade Göteborg sattes befästningen efter arbete dag och natt för en sista gång i försvarstillstånd. Gustav III var själv i Göteborg och förde befälet. Danskarna tvingades till reträtt på grund av Englands och Preussens diplomatiska ingripande.
1700-talet innebar en förfallsperiod för stadens försvarssystem, befästningarna. En viktig anledning var att reparationsarbetena försenades på grund av landets dåliga ekonomi.

## 1800-talet

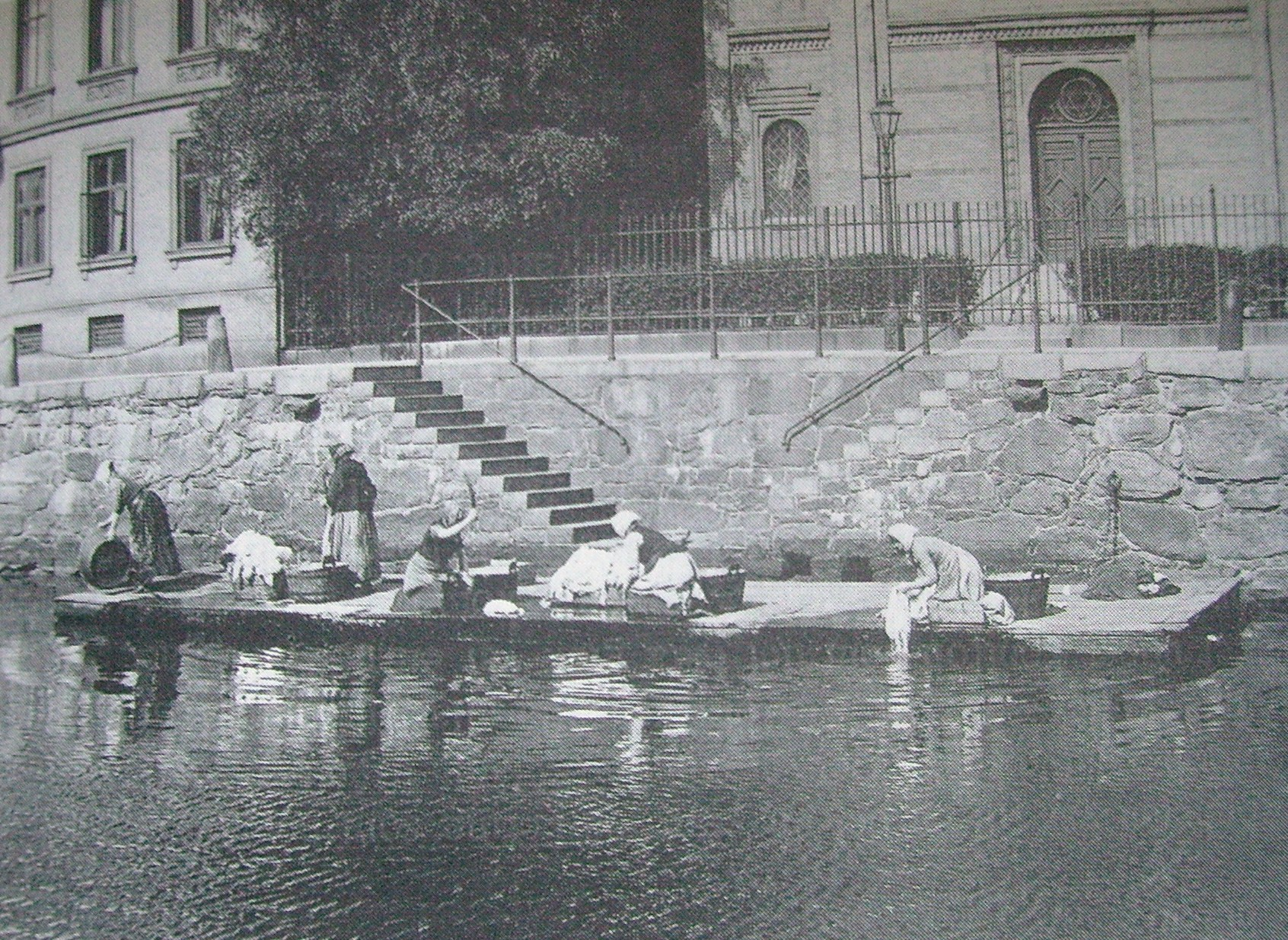
Utefter Stora Nygatan bodde rika judiska familjer som hade egna "tvättgummor" i tjänst. Här sköljer de tvätt nedanför synagogan på 1880-talet.

Göteborgs utbredning med gator, administrativa indelningar, järnvägslinjer och spårvagnslinjer år 1888.

År 1803 fastställdes en byggnadsordning som innebar att man bara fick bygga stenhus inom vallgraven på grund av de återkommande stadsbränderna. Den 17 december 1806 meddelade Gustav IV Adolf i ett kungligt brev, om att undanröja Göteborgs fästning, som ansågs ha spelat ut sin roll militärt. Den 19 oktober 1807 slöts ett avtal mellan landshövdingen Johan Fredrik Carpelan och Kungl. Maj:t, och den 2 november samma år påbörjade magistraten arbetet, genom att verkställa rivningen av fästningens murar och jämna ut vallar och gravar, utom den stora vallgraven. Vallrivningen var periodens största offentliga arbete, vari även soldater och fästningsfångar deltog. I kontraktet förordnades även att en "kör- och promenadallé skulle läggas ut kring staden", vilket blev Nya Allén.
Den så kallade "briljanta tiden" i Göteborg kom till sitt slut 1815 när staden drabbades extremt hårt av depressionen efter Napoleonkrigen, och dessutom blev kristiden speciellt långvarig. Efter att kontinentalblockaden upphörde var de speciella omständigheterna för högkonjunkturen borta. Många företag gick i konkurs och handeln med Ostindien upphörde. Men någon folkminskning tycks kristiden inte ha medfört. År 1800 hade Göteborg 12 804 invånare.
Sommaren 1839 reste den tyske juristen Friedrich Karl Strombeck genom Sverige och besökte då Göteborg, han skriver:
| ”                                          | Götheborg, beläget på en mils afstånd från hafvet, är en präktigt byggd stad, som bär stämpeln af välmåga, och har mer än tjugutusen innevånare. Ofta hemsökt af eldsvådor, ser den ut, såsom vore den ännu icke alldeles fullbordad. Alla husen äro massiva, regelmässiga, merändels af tre höga våningar, icke sällan prydda med pilastrar eller till och med kolonner. De förnämsta gatorna hafva en ansenlig bredd, genomkorsa hvarandra i räta vinklar och de största, hvaribland Stora hamngatan är den vackraste, hafva i midten breda kanaler, hvilka, liksom i Rotterdam, äro betäckta med fartyg. Götheborg har i allmänhet mycken likhet med denna vackra holländska stad, ehuru visserligen blott till sitt inre. På de betydligaste gatorna, äfvensom på torgen råder mycken liflighet. Bland de sednare äro Stora torget, der Rådhuset, Residenset och Högvakten äro belägna, synnerligen vackert; äfven platsen utanför domkyrkan. Denna kyrka är ny, uppförd i modern italiensk stil och i korsform, med en imposant, af fyra doriska kolonner uppburen fronton, och ett, utaf tvenne afdelningar bestående, torn med kupikt tak. | „ |
| – Friedrich Karl Strombeck, sommaren 1839. | |   |

När kvarteren längs Stora Nygatan inom vallgraven – på platsen för de tidigare befästningsverken – tillkom på 1850-talet markerade det uppkomsten av en ny typ av bostadsområde, det första hyreshusområdet för stadens borgare. De första husen uppfördes 1849, med nr 9 och nr 13. Gatan kom att domineras av stenhus i tre våningar med stora lägenheter, med attraktivt läge vid vallgraven och mot Trädgårdsföreningen. Vid sidan av Södra Hamngatan utgjorde detta ett exklusivt bostadsområde i staden vid 1800-talets mitt. De som inte hade råd med stenhus var hänvisade till Haga och andra områden utanför vallgraven. År 1850 fanns 26 084 invånare i Göteborg. På 1840-talet förvandlades Gustaf Adolfs torg, Stora Torget, till ett område omgiven av byggnader för stadens förvaltning och styrelse (sedermera Göteborgs stadsfullmäktige). Torghandeln flyttade till Fisktorget med Fiskhallen (Feskekörkan) och till Kungstorget med Saluhallen.
Den första stadsplanetävlingen i Sverige avgjordes i Göteborg 1863. En stadsplan för nybebyggelse fastställdes 1866, och nu genomfördes Göteborgs första totalsanering. När det högborgerliga bostadsområdet skulle byggas i Vasastaden och Lorensberg måste befintlig bebyggelse rivas och 2 000 personer flyttas. Stadsplanen var tidstypisk med breda avenyer och planteringar. Genom Kungsportsavenyn med sina trädrader och monumentala hyresfastigheter i slutna kvarter på båda sidor, hade området kontakt med den gamla stadskärnan. Omkring 10 procent av befolkningen i bostadsområdet kom att bestå av grosshandlare. Den tongivande arkitekten Adrian C. Peterson hade själv sin bostad vid Kungsportsavenyn 18. Byggnationen av Vasastaden (cirka 230 fastigheter i stadsdelarna Vasastaden och Lorensberg) kan indelas i två perioder, 1868-1890 samt 1890–1905:
- Först bebyggdes de nordvästra och nordöstra delarna av området med stenhus i 3-5 våningar under perioden 1869–1890. Den första byggnaden uppfördes dock redan 1868 i kvarteret Kronoberg, vilket var en byggnad för Chalmerska Slöjdskolan och 1872 en för Slöjdföreningen. År 1872 bebyggdes kvarteret Kalmarehus med radhus och något senare uppfördes hyreshus i kvarteret Kastellholm. Den Hasselbladska ängen i väster började bebyggas samtidigt, och de första husen här var också institutioner. Kjellbergska Flickskolan (Storgatan 3) byggdes 1869 och Amalia Hertz Stiftelse (Storgatan 5) 1870. På 1870-talet byggdes sedan bostadshus i de fem kvarteren längst ut mot väster (kvarteren Boken; Apeln; Glasbjörken; Almen och Alen). Ytterligare två institutioner tillkom i slutet av 1870-talet: Göta Coldinuordens hus (Bellmansgatan 7-9) och välgörenhetsstiftelsen Eduard Magnus Minne (Viktoriagatan 13).[28]
- Sedan bebyggdes de mellersta delarna kring Vasaparken–Vasaplatsen med stenhus i 5–6 våningar under perioden 1890-1905.

### Ekonomisk historia

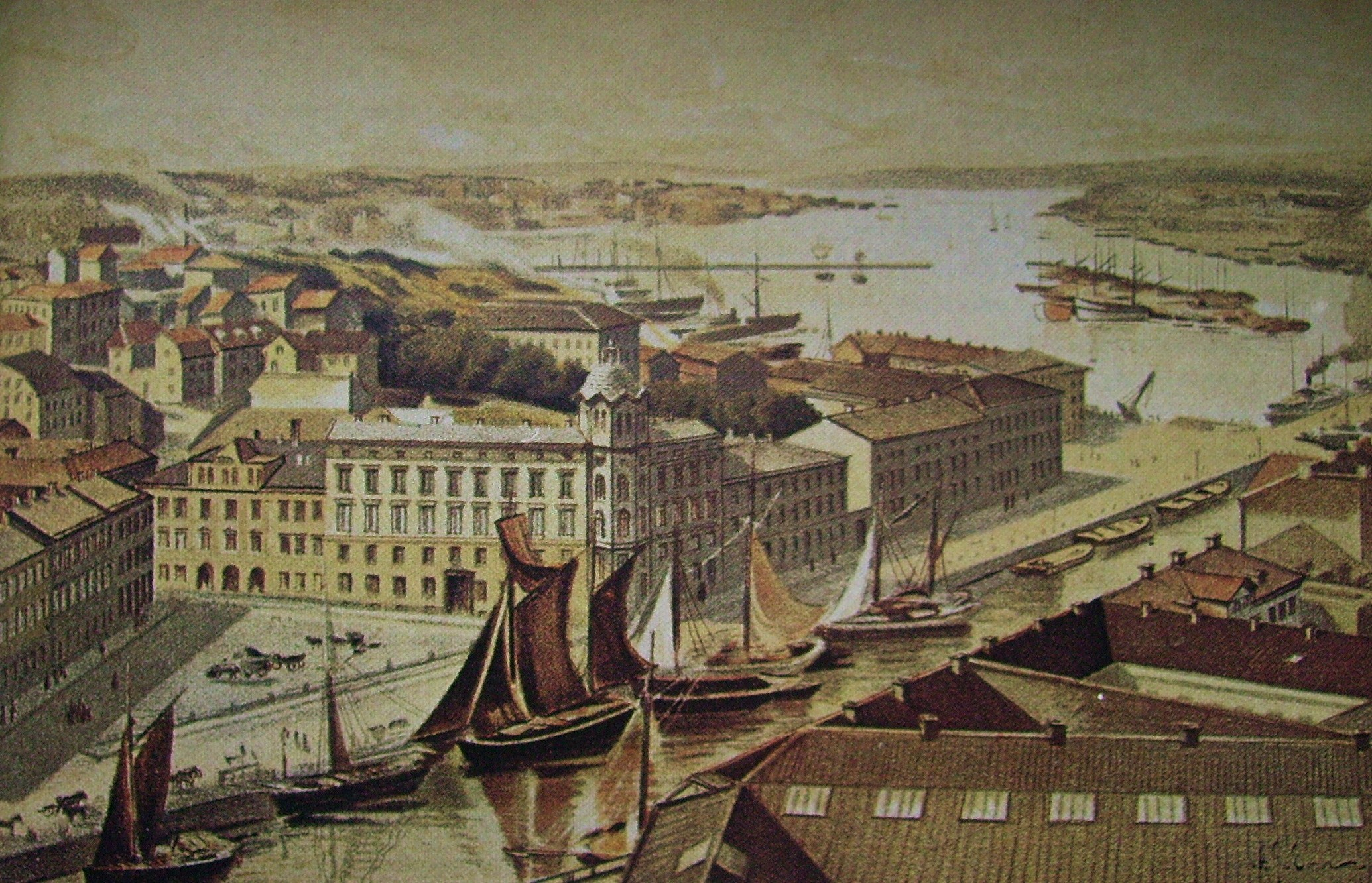
Stora Hamnkanalen 1891.

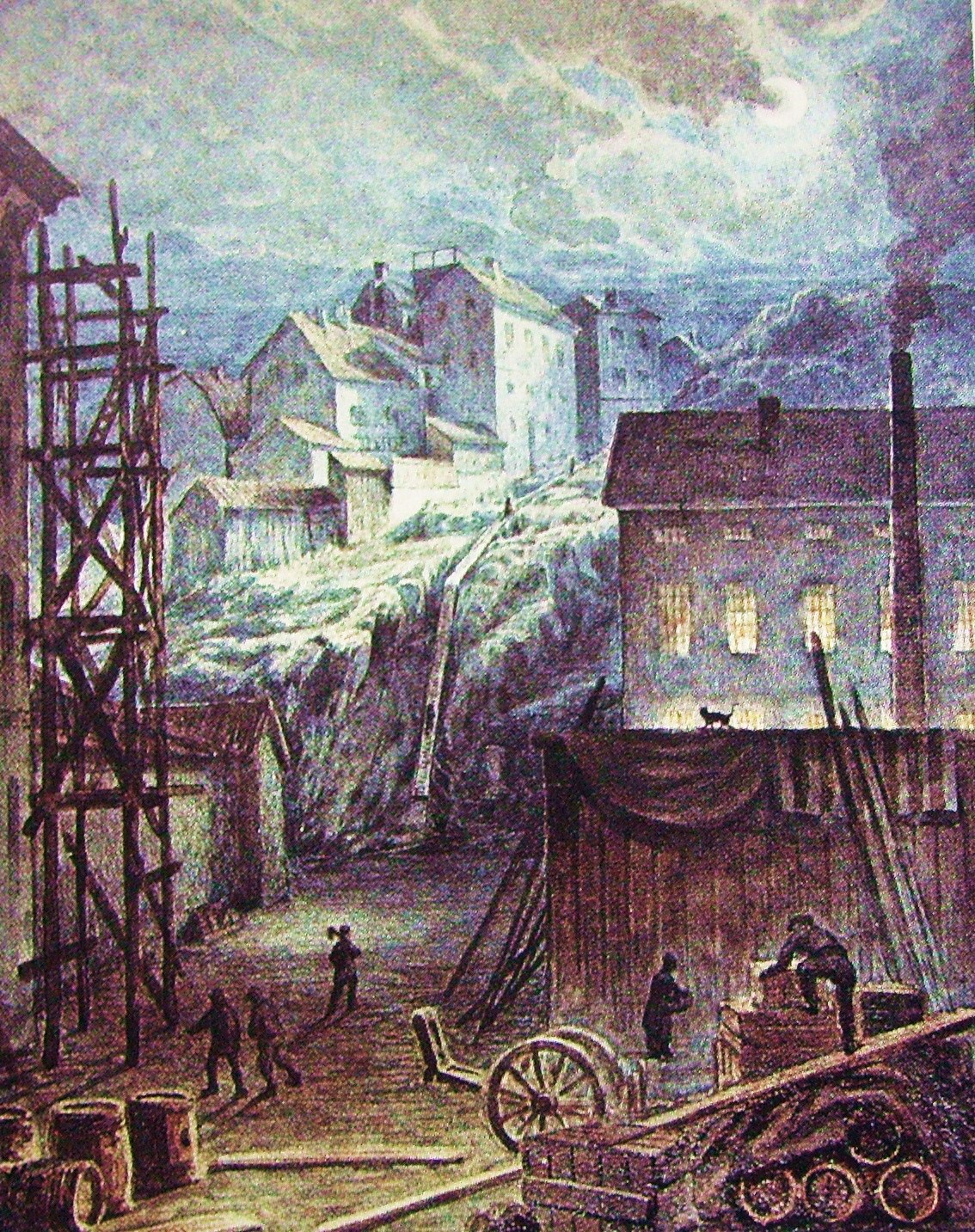
Keillers Mekaniska Verkstad.

Göteborg var en handelsstad med skogsprodukter som grunden för handelshusens verksamhet. Handelshusens stora betydelse som länk mellan svenska exportvaror och internationella marknader samt som kreditgivare åt svensk industri började avta först i början av 1900-talet. Moderna affärsbanker övertog kreditgivningen och industrin byggde upp egna försäljningsorganisationer. Även in på 2010-talet finns några av Sveriges största handelshus i Göteborg – Elof Hansson, Ekman & Co. med flera. År 1820 öppnades Göteborgs sparbank, den första sparbanken i Sverige, 1846 Göteborgs privatbank, 1864 Skandinaviska Kredit AB och 1871 öppnades AB Göteborgs Handelskompani.
Sjöfarten var fram till 1860-talet en självklar del av handelshusens verksamhet. De hade egna segelfartyg och nära anknytning till Gamla Varvet och Varvet Kusten. År 1865 utgjorde Göteborgs handelsflotta endast 14 procent av rikets. Den segeldrivna handelsflottan utkonkurrerades av utländska ångfartyg. Under senare delen av 1800-talet bar två av tre fartyg som anlöpte Göteborgs hamn utländsk flagg. De äldsta ångfartygsförbindelserna från Göteborg svarade Wilsonlinjen för genom förbindelsen till Hull (1850).
Stora Hamnkanalen förlorade sin funktion som hamn när Göteborg började omvandlas från handelsstad till industristad. Istället byggdes nya kajer längs älvstranden. Under 1850-60-talen tillkom Skeppsbrokajen från Stenpiren till Rosenlundskanalen. På 1860-talet anlades Lilla Bommens hamnbassäng för kanalbåtar. Järnet och skogsprodukterna skulle fraktas från Vänern via Göta älv och Trollhätte kanal till Göteborg. Rederier uppstod för denna verksamhet vid Vänerlandskapens kuster. En skutskeppare vid namn Axel Broström flyttade ned från Kristinehamn, och visade vägen mot de moderna ångfartygen på 1870-talet. Även renodlade rederier uppkom i Göteborg vid den här tiden. Packhuskajen byggdes på 1870-talet och Masthuggskajen 1888-98. Gullbergskajen tillkom 1869–97, dels som en kolhamn för gasverket samt hamn för Västgötabanans trafikområde, dels som pråmhamn.
Bland de första att introducera ångkraft i Göteborg var Rosenlunds spinneri (1848). Vid seklets mitt var bomulls- och linneindustrin den dominerande industrigrenen i Göteborgsregionen. Kapitalstarka personer från Göteborg grundade och finansierade textilindustrin utanför Göteborgs stad, där den kom att ligga på grund av de huvudsakliga energikällorna (vattenkraft), såsom i Mölndal, Mölnlycke, Almedal, Lindome – platser utefter Mölndalsån, samt i Jonsered och Lerum. I flera fall var företagarna britter eller tyskar med nära band till handelshusen.
Vid sidan av textilindustrin växte den mekaniska verkstadsindustrin fram; Keillers (1841), Lindholmens (1850) och Eriksbergs varv introducerade järnet och ångmaskinen i varvsindustrin. På 1910-talet passerade den mekaniska verkstadsindustrin textilindustrin som regionens viktigaste industrigren.
Även annan industri uppstod; ett par sockerbruk var störst inom livsmedelsindustrin: 1836 köpte David Carnegie d.y. ett socker- och porterbruk vid Klippan, och verksamheten som växte fram i David Otto Franckes fotspår i Mölndal var omfattande. 1896 startade Edmond Auguste Pellerin Pellerins margarinfabrik AB i Olskroken, vilken blev Sveriges största.
Många verksamheter som idag förknippas med kommunen startades på 1800-talet som privata företag i Göteborg, som gasverket, spårvägen, elverken, vilka sedermera inlöstes av Göteborgs stad. Icke desto mindre organiserades ett kommunalt renhållningsverk 1885 i Göteborg, men ännu i början av 1910-talet var det bara Stockholm som kommunen övertagit renhållningen av stadens gator. År 1866 började man bygga kommunala kloak- och avloppsledningar i staden.
Efter att stambanan mellan Stockholm och Göteborg blivit färdigt byggdes ett järnvägsnät ut från Göteborg till andra delar av landet på privat initiativ.

### Kultur och politisk historia
Enligt Göteborgs toppskikt och följaktligen också stadsstyrelse skulle kommunala utgifter begränsas till sådant som i egentlig mening var av allmänt gemensamt intresse. Övriga uppgifter skulle överlåtas till det privata initiativet. Synen på kommunens och statens uppgifter förändrades kraftigt efter det demokratiska genombrottet på 1920-talet. Enligt 1918 års författningsreform antogs kommunal rösträtt och den 40-gradiga röstskalan togs bort. Särskilt stadens sociala institutioner samt den kulturella sfären kom att påverkas.
Staden hade under 1800-talet sin speciella politiska prägel. Göteborg var visserligen en storstad, men saknade den stora ämbetsmannakår som den centrala förvaltningen i Stockholm krävde, varför köpmännen blev samhällets toppskikt från allra första början. Handelshusen genererade kapital och skapade en penningaristokrati, som var välvilligt inställd till de liberala idéerna och samtidigt ivrig att stödja sociala och kulturella projekt. ”G. har haft förmånen av en hög allmän- och medborgaranda med devisen ’rikedom förpliktar’”, enligt Svensk uppslagsbok. Kulturlivet fick en blomstring tack vare enskilda medborgares intresse och ekonomiska stöd. Omkring 1850–90 framstod Göteborg som ett radikalt alternativ till Stockholm på det litterära och konstnärliga området. Donationer till allmänna, sociala, kyrkliga och kulturella ändamål var företeelser som gav särskild prägel åt samhället i Göteborg. De flesta utbildningsinstitutionen tillkom tack vare enskilda personers donationer; museer och bibliotek var resultat av enskilda initiativ, såväl forsknings- som folkbibliotek. Nordens första folkbiblioteksbyggnad upprestes 1897 i Haga (Dicksonska folkbiblioteket). Teater- och musiklivet var beroende av mecenater. Trots namn som Viktor Rydberg och Wilhelm Stenhammar menade Bjørnstjerne Bjørnson: "I Göteborg skrivs ingen dikt; där skrivs fakturor."
I Göteborg var konfrontationen mellan liberalismen och konservatismen omvänd till den i Stockholm. I huvudstaden var samhällets toppar konservativa, men ej i Göteborg. De nationella, kyrkliga och konservativa elementen återfanns en trappa ned i staden, bland småhandlare, mindre företagare, präster och andra tjänstemän. Influenserna från den västsvenska schartauanismen och gammalkyrkligheten var tydliga. Det särpräglade politiska livet i Göteborg höll i sig fram till 1922 med representanter för näringslivet som tongivande.
Integreringen av svenska judar underlättades av att Göteborg var modern och frisinnad, präglad av en livaktig miljö och en stark tidningspress. Ingenstans i Sverige hade judar så högt anseende som i Göteborg, menar Fredric Bedoire. Förmögna svenska judar medverkade vid bildandet av Göteborgs privatbank och Skandinaviska Kredit AB. En del judar etablerade sig även inom förläggar- och tidningsbranschen, som David Felix Bonnier.
Under fem decennier fram till 1900 ökade befolkningen från 26 084 till 130 619. Göteborgs befolkning ökade snabbt under hela 1800-talet – med undantag för koleraåren på 1830-talet – och hade vid seklets slut mer än tiodubblats. Bosättningen ägde rum huvudsakligen utanför den gamla stadskärnan. När befästningen runt staden revs utvidgades Haga, Göteborgs äldsta arbetarstadsdel, mot norr. Man byggde tätare och tvåvåningshus, vilka idag återfinns vid Skanstorget och Västra Skansgatan. Arbetarna slog sig ned i Landala, Annedal, Masthugget och Majorna, vilka redan var delvis bebyggda. För att klara den snabba tillväxten övertog Göteborgs stad en del ytterområden, som förstaden Majorna med Älvsborgs Kungsladugård 1868, Annedal 1872, Landala och Tingstadsvassen 1883. 

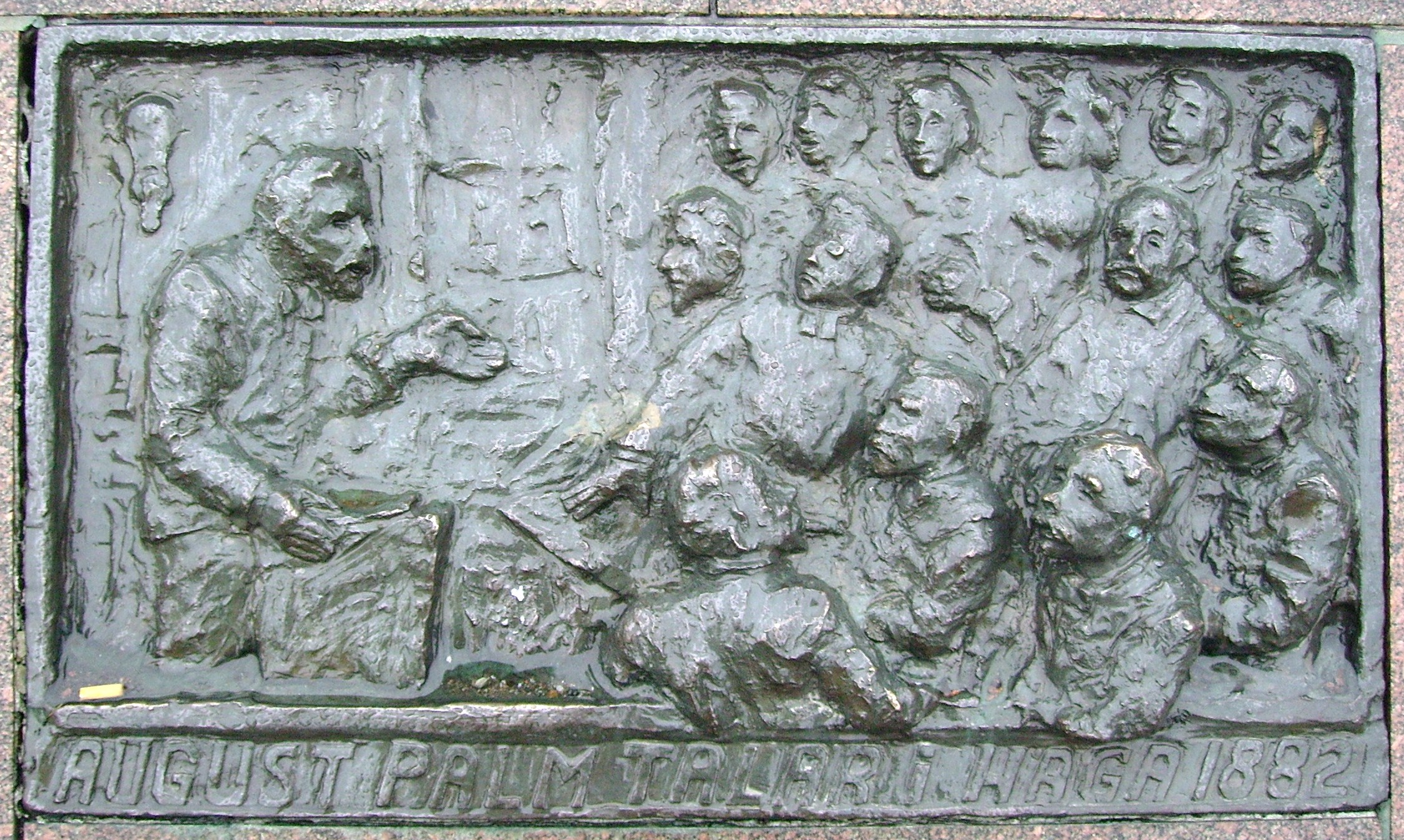
August Palm talar i Haga 1882.

Hyreshuset hade som huvudsaklig bostadsform slagit igenom samtidigt som man började bebygga de nya bostadsområdena på 1870-talet. De första landshövdingehusen byggdes 1875 i Annedal, en typ som kom att dominera arbetarstadsdelarna i staden. På 1960-talet revs större delen av landshövdingehusen som hade byggts före 1900.
Något som ofta kännetecknade arbetarstadsdelarna var att de återfanns i närheten av fabriker; Haga låg mitt emot Rosenlunds spinneri; i anslutning till Gamlestadens Fabriker återfanns flera kvarter med landshövdingehus; Gårdas särskilda kännetecken var att bostäderna och fabrikerna låg intill varandra.
I Haga hade arbetarrörelsen i Göteborg sitt centrum. På Bergsgatan 24 bildades 1890 Göteborgs arbetarekommun, den första i Sverige. Stadens första Folkets hus låg vid Skanstorget och vid Mellangatan etablerades Ny Tid. Naturlig samlingspunkt för arbetarnas möten och demonstrationer var också innan Järntorget byggdes Skanstorget. Heden var mål för första majdemonstrationerna.

## 1900-talet

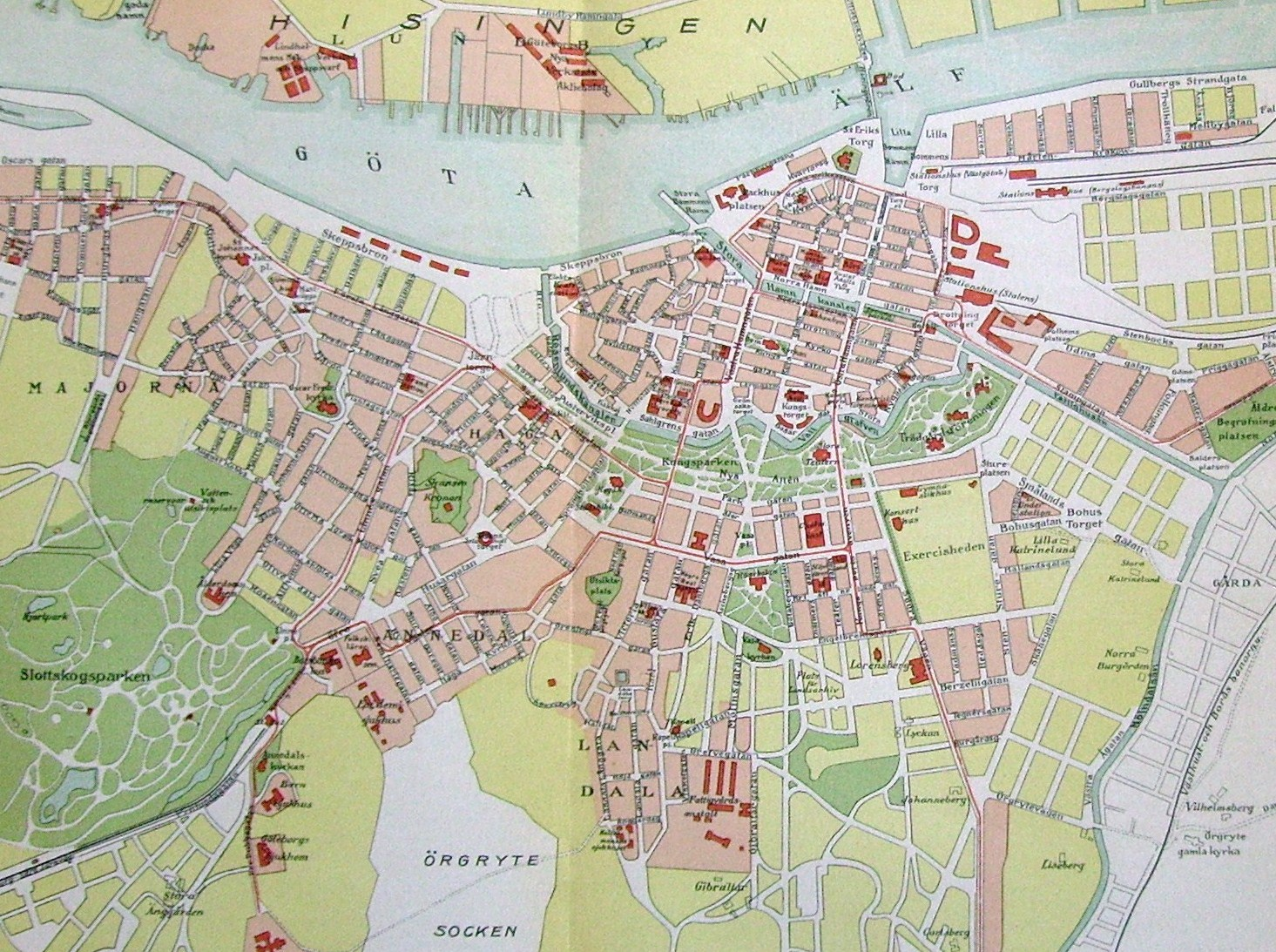
Göteborg 1909.

I början av 1900-talet fanns bostadsbebyggelsen nästan helt och hållet söder om Göta älv. Brohuvuden på Hisingen etablerades; 1906 införlivades Lundby och drygt fyra årtionden senare Backa; Götaälvbron öppnade 1939. I omedelbar anslutning till varven växte arbetarstadsdelar fram i Brämaregården, Lindholmen och Rambergsstaden. Det var Göteborgs förorter som byggdes ut under det kommande seklet; hyreshusområden tillkom i nordost och villaområden i sydväst, renodlade bostadsområden. Inom Vallgraven, Kungsportsavenyn och Götaplatsen förvandlades under 1900-talet till renodlat city, områden för kommers, förvaltning och kulturinstitutioner. Östra Hamngatan och Kungsgatan inom vallgraven blev stadens förnämsta butiksgator, medan Västra och Södra Hamngatorna blev bank- och kontorsgator.
Östra Hamnkanalens södra del fylldes igen 1898–1900, från Vallgraven vid Kungsportsplatsen till Södra Hamnkanalen vid Brunnsparken. Sträckan innehöll tre broar. Den nordliga delen av Östra Hamnkanalen från Stora Hamnkanalen vid Brunnsparken till Göta älv och Lilla Bommens hamn fylldes igen under maj–augusti månader 1936, den sista igenfyllningen av Göteborgs kanaler. Sex broar revs därmed.
Västra Hamnkanalen fylldes igen 1903–05 varvid sju broar på sträckan Vallgraven-Stora Hamnkanalen miste sin funktion.
I början av seklet hade kulturinstitutioner fortsatt att uppföras genom donationsverksamhet. Röhsska museet (1916), Lorensbergsteatern (1916), Handelshögskolan (1923), Sjöfartsmuseet vid Stigbergstorget (1933) och Konserthuset på Heden tillkom. Åren 1915–1923 anlades Botaniska trädgården i Änggården. Under 1900-talet började samtliga institutioner få statligt stöd, förutom Konserthuset på Heden som brann ned 1928. Ett nytt konserthus byggdes vid Götaplatsen (1935).
År 1931 uppfördes Carl Milles stora Poseidonfontän på Götaplatsen, en given symbol för staden.
Under 1930-talet underminerades villkoren för det privata mecenatskapet. Räntefallet och penningvärdets fall reducerade utdelningen från donationsfonder i betydande utsträckning samtidigt som utgifterna steg kraftigt. Även beskattningssystemet lade hinder i vägen för den traditionella donationsverksamheten.
Det orangefärgade, numera gråfärgade Scandinavium uppfördes till Göteborgs 350-årsjubileum år 1971.

### Ekonomisk uppgång och nedgång

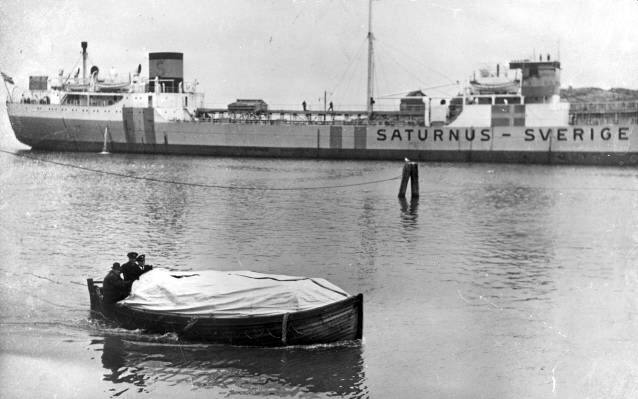
Göteborgs hamn 1942.

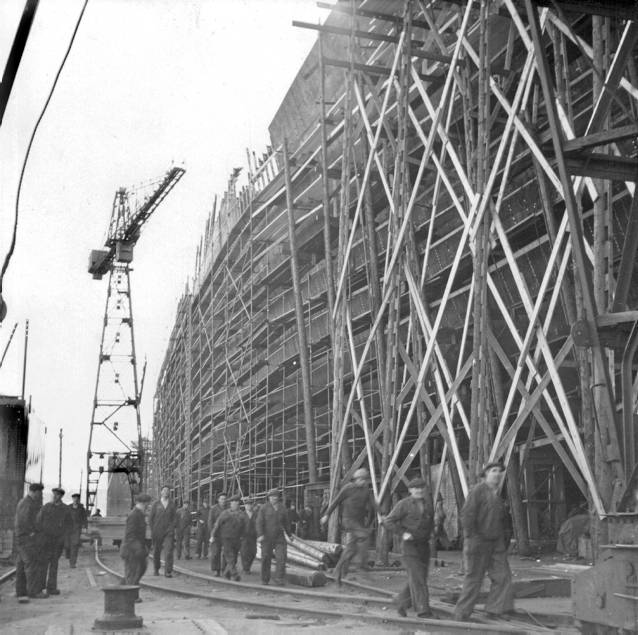
Götaverken 1946.

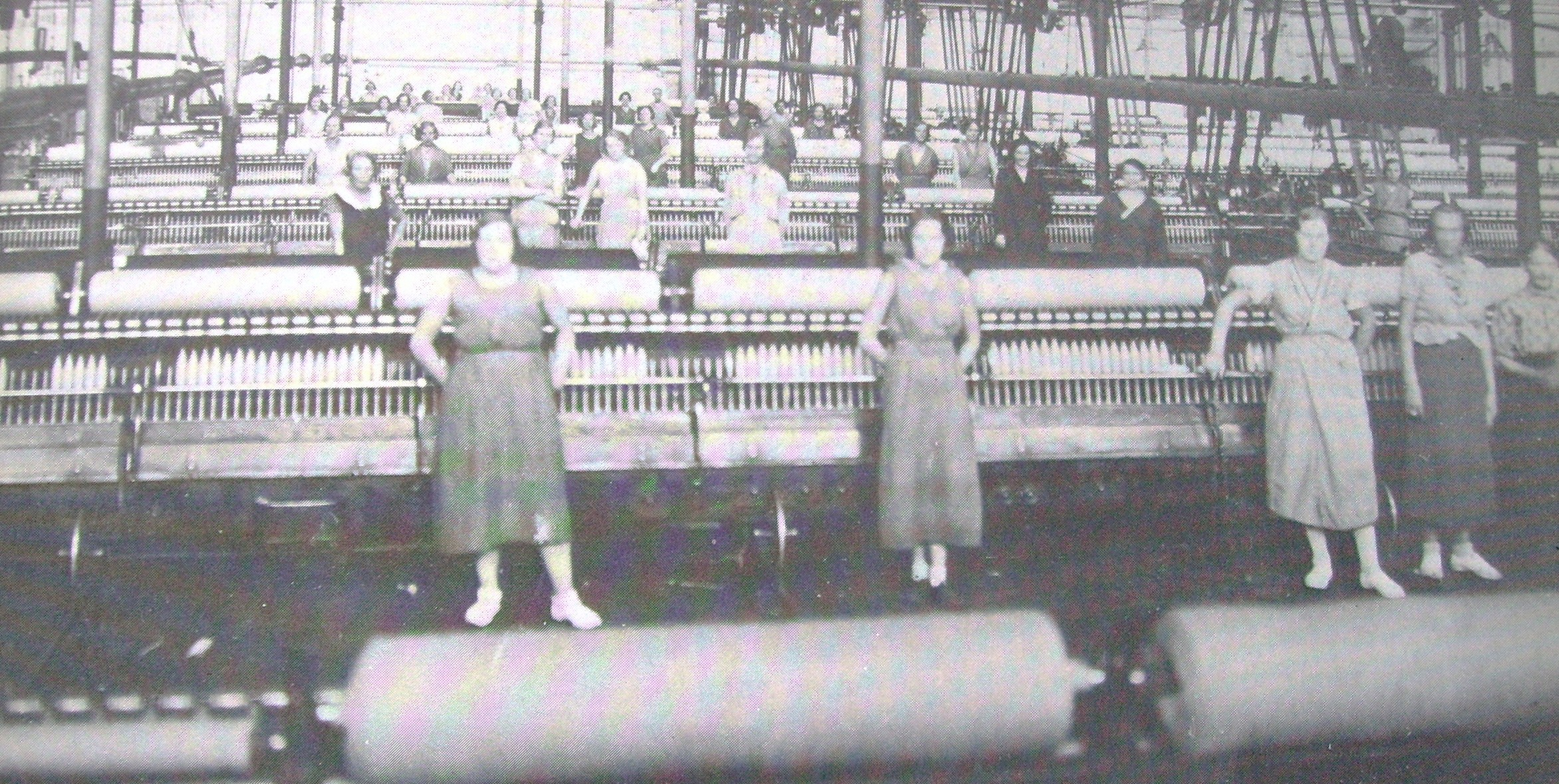
Spinnsalen på Gårda textilfabriker på 1930-talet.

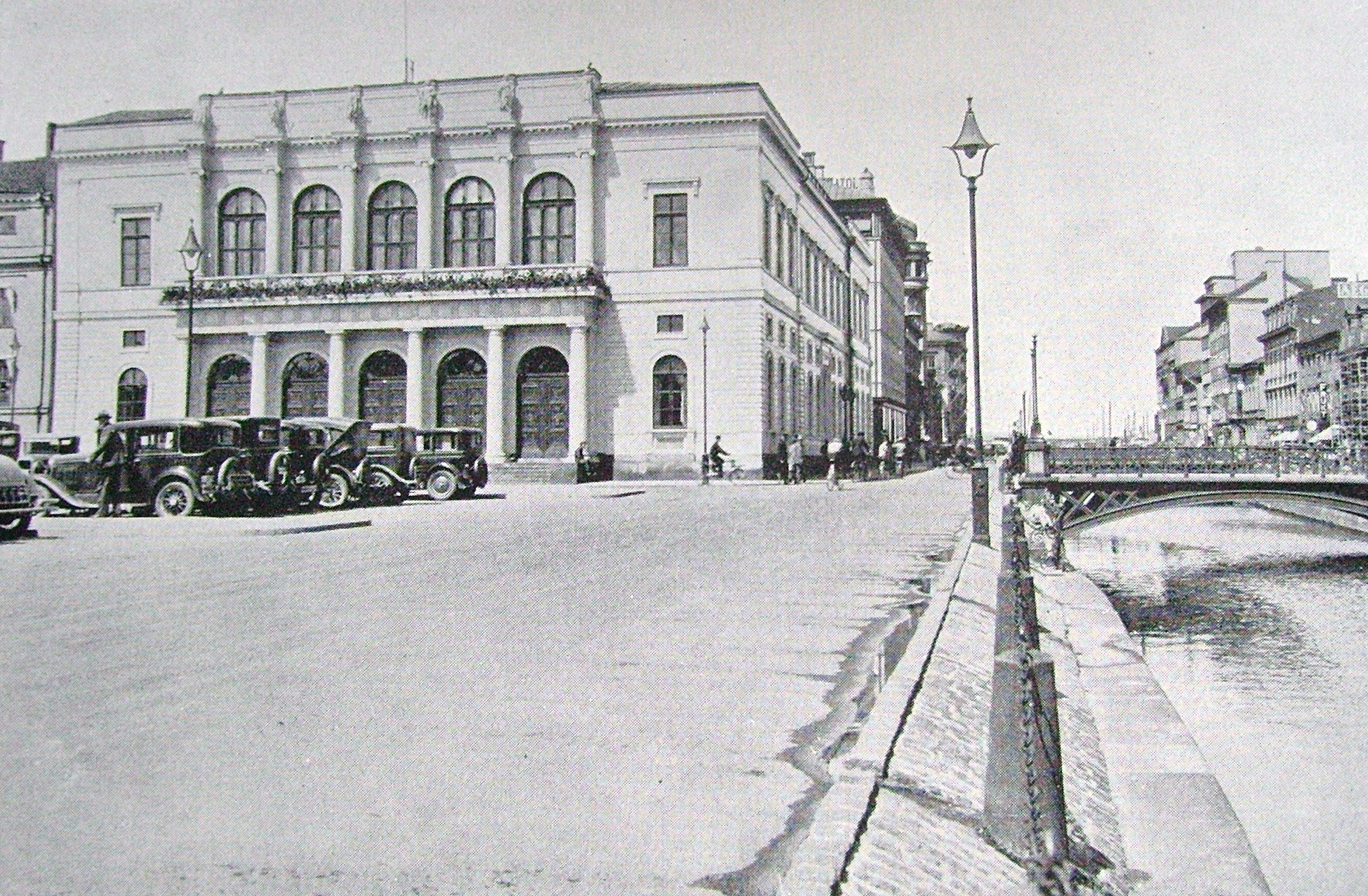
Börsen vid Gustaf Adolfs torg.

År 1900 var 3 500 sysselsatta inom mekanisk industri; två tredjedelar av arbetarstyrkan återfanns vid stadens tre varv, och antalet anställda ökade under 1900-talet. Renässansen för svensk sjöfart var en förklaring till expansionen inom Göteborgs varvsindustri. Inhemska varv hade på grund av andra världskriget svarat mot ett behov hos rederierna. ESAB i sin tur växte fram tack vare varvsindustrin.
Dan Broström tog steget till transocean linjesjöfart år 1907 genom tillkomsten av Svenska Ostasiatiska Kompaniet. Den alltmer växande sjöfarten ställde även krav på nya bättre hamnanläggningar. Till att börja med byggdes Stigbergskajen 1906–1925 för ändamålet och 1925 tillkom Marieholmshamnen som en mottagningshamn för smärre oljefartyg.
Göteborg intog vid tiden för första världskriget en dominerande ställning i den svenska transoceana linjesjöfarten, och hade mer än en tredjedel av det totala svenska tonnaget. Under de båda världskrigen, särskilt det första, drabbades Göteborgs handelsflotta hårt med avseende på människoliv och fartyg.
Vid tiden för första världskriget var antalet anställda i Göteborgsområdets industrier cirka 28 000, de flesta inom textil- och metallindustrin. Gamlestadens Fabrikers AB hade 1900 över 1 000 anställda. Industrins andel av den totala sysselsättningen steg snabbare i Sverige än i något annat land. I mitten av 1900-talet gick den traditionella tekoindustrin i Göteborg tillbaka för att till slut försvinna. Teko-, sko- och läderindustrin för hemmamarknaden utsattes för konkurrens från utlandet. Under 1960–70-talen minskade personalen inom dessa branscher från 13 700 till 5 700. Icke desto mindre lyckades verkstadsindustrin assimilera arbetskraften. SKF hade startats med hjälp av kapital från textilindustrin 1907. Gamlestadens Fabrikers AB hade nämligen fått problem med sättningar i fabriksfastighetens fundament på grund av den lerhaltiga jorden. Detta gjorde att lagren i vävstolarna skavde snett. Lösningen på problemet levererades av Sven Wingquists sfäriska kullager och den s.k. snilleindustrin. År 1950 var SKF i Gamlestaden och Götaverken de största arbetsgivarna, med vardera 5 700 anställda. Tillsammans var dessa båda Sveriges största arbetsgivare. På Eriksbergs varv återfanns 3 500 anställda, på Volvo och Lindholmen cirka 1 700 vardera.
Kännetecknande för 1900-talet är emellertid att industrier och hamnanläggningar koncentreras till Hisingens sydvästra del. Här fanns de tre varven, kvarnar, snickerifabriker, ESAB, Volvo och Rörstrands porslinsfabrik. Sannegårdshamnen på norra älvstranden, som byggdes för att ta hand om kolimporten som var nödvändig på grund av industrialiseringen, byggdes under åren 1908–1914; Frihamnen invigdes 1922; Rya oljehamn togs i bruk 1930, var de stora oljebolagen snabbt utvidgade sina tankanläggningar; Lundbyhamnen, som byggdes mellan 1947 och 1952, var en styckegodshamn med den dittills största kajplanen och varuskjul som utformats med tanke på mekaniserad godshantering; väster om Ryahamnen tillkom en ny oljehamn under 1950–60-talen, nämligen Skarvikshamnen; Torshamnen längst i väster på tillkom på 1960-talet tillsammans med Skandiahamnen (1966) och Älvsborgshamnen.
På södra älvstranden väster om Stigbergskajen togs Nordens största fiskhamn i bruk 1910, Fiskhamnen. Även om fiskeauktion fortfarande hålls i Fiskhamnen kommer råvaran emellertid dit med lastbil. Även på södra älvstranden byggdes nya hamnanläggningar, som exempelvis Majnabbehamnen med "Londonpiren" mellan 1947 och 1952, och söder om Majnabbe öppnades Danmarksterminalen 1955. Men älvstrandens karaktär omskapades på grund av att de stora trafikstråken (E45) berövade hamnen närkontakten med den intilliggande stadsbebyggelsen. På 1960-talet genomfördes stora infrastrukturprojekt; Älvsborgsbron, Tingstadstunneln, E6, Högsboleden och Marieholmsleden.
Den ekonomiska historien är inte utan kriser. I början av 1920-talet föll priserna på aktier, fastigheter och varor; företag gick i konkurs och flera banker måste rekonstrueras eller övertas av andra. Kriserna inom bankvärlden berodde på att affärsbanker var ägare i företag de lånade pengar till. Därmed tog bankerna en dubbel risk på grund av rollen som både kreditgivare och ägare. Göteborg har förlorat sin ställning som självständigt finanscentrum på grund av koncentrationen inom bank-, finans- och försäkringsverksamheten. Huvudkontoren återfinns i Stockholm. Götabanken var den sista affärsbank som lämnade Göteborg.
Varvskrisen är en annan som slagit Göteborg exceptionellt hårt. Under 1970-talet fördubblades nämligen världshandelsflottan, när Göteborg var en av världens största varvsstäder. Man hade satsat på oljetankers, men tio år efter den stora uppgången för varvsnäringen var Göteborg praktiskt taget utraderad från kartan över varvsstäder. Oljekrisen 1973/1974 påverkade efterfrågan på tonnage negativt. En term på modet var stagflation.
Förutom att det fanns en överkapacitet på världstonnage fick Göteborgsvarven allt svårare att konkurrera med japanska och även sydkoreanska varv. Krav på rationaliseringar och strukturomvandlingar uppstod inom ett antal branscher. Under perioden 1987–1989 avvecklades eller försåldes så gott som all varvsindustri, rederiernas betydelse tynade och tekoindustrin reducerades ytterligare. Endast Volvo, Göteborgs svar på bilismen, gick mot strömmen, och hade 1970 lika många anställda som de tre varven tillsammans. Under den finansiella krisen på 1920-talet hade efterfrågan på kullager sviktat, och för att finna en ny marknad för dessa beslöt SKF att inleda biltillverkning 1926. År 1980 var antalet anställda på Volvo 20 000, dvs. fem gånger fler än vid SKF.

### Periferin inlemmas
Åren 1907–1927 var Albert Lilienberg stadsingenjör, och under hans period genomfördes en ny typ av stadsplan. De små enskilda gårdarna ersattes med en oregelbunden, mer anpassad terräng, med öppna gårdsrum omfattande hela kvarter. Typiska sådana hyreshusområden är Nedre Johanneberg, Bagaregården och Kungsladugård.
Större villaområden är Lorensberg, Landala Egnahem ovanför Chalmers tekniska institut, Änggården och Örgryte. År 1910 valde man ut åtta områden för egnahemsbyggnation. Landala bebyggdes först. Lilienberg stod för planen och Carl Westman gjorde typritningarna till husen. Byggnaderna som uppfördes 1914–1922 utformades i nationalromantisk anda. Personer med småborgerliga yrken flyttade in och när radhusen byggdes på 1920-talet fick de namnen "professorslängan" och "ingenjörslängan". Örgryte inkorporerades 1922.
Trots att flera villaområden byggdes från och med 1920-talet förefaller hyreshuset att vara den dominerande bostadsformen för göteborgaren. Landshövdingehusen var unikt för Göteborg och kom att sätta sin prägel på arbetarstadsdelarna ända fram till 1940-talet. Då återfanns över 40 procent av Göteborgs lägenheter i dylika hustyper. Över hälften av lägenheterna på 1940-talet var på ett rum och kök.
Under 1800-talet hade arbetarstadsdelarna vuxit fram i omedelbar anslutning till fabrikerna. Men spårvägarnas utbyggnad möjliggjorde förläggning av arbetarkvarter i mera perifera områden. Göteborgs stad övertog spårvägarna den 1 januari 1900 och i oktober 1902 hade man elektriskt spårvagnstrafik på linjerna Majorna–Redbergslid, Majorna–Getebergsäng, Redbergslid–Getebergsäng samt på Ringlinjen. Torsdagen den 20 juni 1940 rullade den första spårvagnen över Götaälvbron till Lundby.
På 1930-talet avlöstes idealen av strama lamellhus i funktionalistisk stil, såsom i Övre Johanneberg och Bräcke egnahem på Hisingen. Göteborgs nye stadsbyggnadschef Uno Åhrén var inspirerad av franska och tyska experiment med nya bostadsformer. Enligt de nya idéerna skulle ett industrialiserat stadsbygge ge möjlighet att skapa moderna hälsobostäder. Idealen byggde på tankar kring hus i park istället för i kvarter. Icke desto mindre måste man locka nya hyresgäster med gratis hyra några månader.

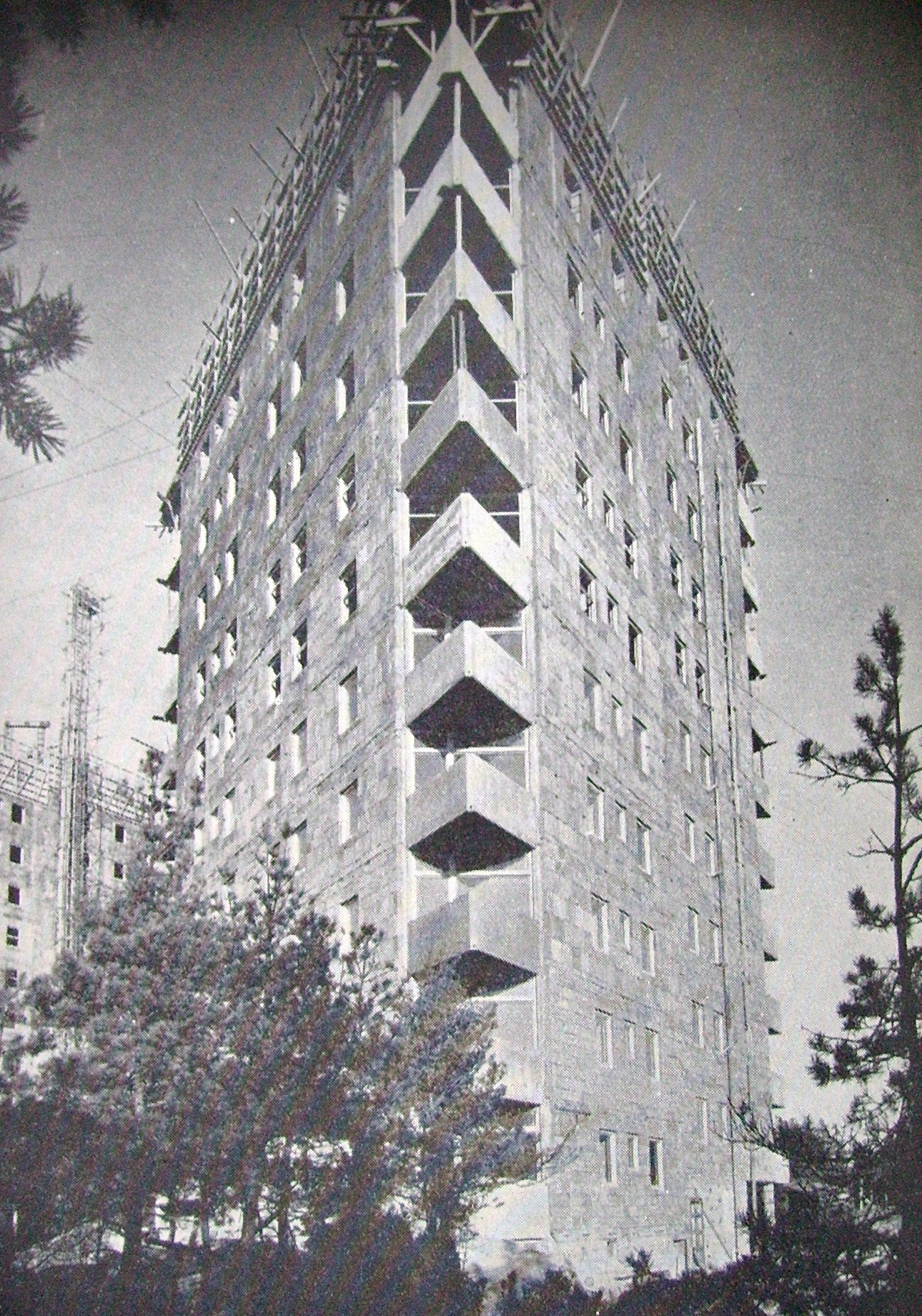
Höghusbyggnation i Kortedala på 1950-talet.

Befolkningen ökade starkt under 1940-talet, dels på grund av födelse- och inflyttningsöverskott, dels på grund av inkorporeringen av Västra Frölunda landskommun 1945 och Backa 1948. Omkring 35 000 nya lägenheter byggdes i regi dels av s.k. allmännyttiga och kooperativa bostadsföretag, dels av sammanslutningar av privata byggmästare 1944–1955. De första bostadsområdena som bebyggdes var Torpa i öster, Norra Guldheden, Gråberget, Bö, Slätta Damm på Hisingen, Högsbo i Västra Frölunda och Kortedala. Norra Guldheden, som bebyggdes med hyreshus anpassade till den bergiga terrängen, stod klar till utställningen 1945. Stadsdelen ansågs vara en mönsteranläggning. I november 1953 flyttade de första hyresgästerna in i bostadsområdet i Kortedala och två år senare återfanns här cirka 15 000 invånare.
Från 1950-talets mitt massproducerades hyreshus ute i Biskopsgården, Västra Frölunda, Backa, Angered och Bergsjön. Även Björkekärr bebyggdes på 1950-talet. Torget som centrum för invånarna var idealet, med snar tillgång till sol och grönska i bostadsområdet. Doktor Fries Torg exempelvis är centrum i grannskapet Södra Guldheden, som började bebyggas 1949, ett område som är typiskt för "folkhemmets bostadsområden", den typ av hus som byggdes mellan 1945 och 1960.
1960-talet medförde ett fortsatt stort födelseöverskott för Göteborg, men inget inflyttningsöverskott. Under decenniet började man sanera arbetarstadsdelarna, en rivningsvåg satte igång och befolkningen kunde evakueras till hyreshusområden i nordost. Landshövdingehusen i Masthugget, Landala, Annedal, Olskroken demolerades. Den 1 januari 1967 inkorporerades Angered, Bergsjön, Torslanda, Tuve och Säve, vilket var den största ökningen av Göteborgs stads areal genom tiderna. Göteborgs areal ökade från 16 029 hektar till 38 389 hektar; befolkningen ökade med 18 514 – och därmed hade Göteborg 445 402 invånare 1967. Man fortsatte att exploatera stora områden för storskalig flerfamiljsbebyggelse, till exempel Västra Frölunda, Bergsjön, Hjällbo, Backa och Länsmansgården.

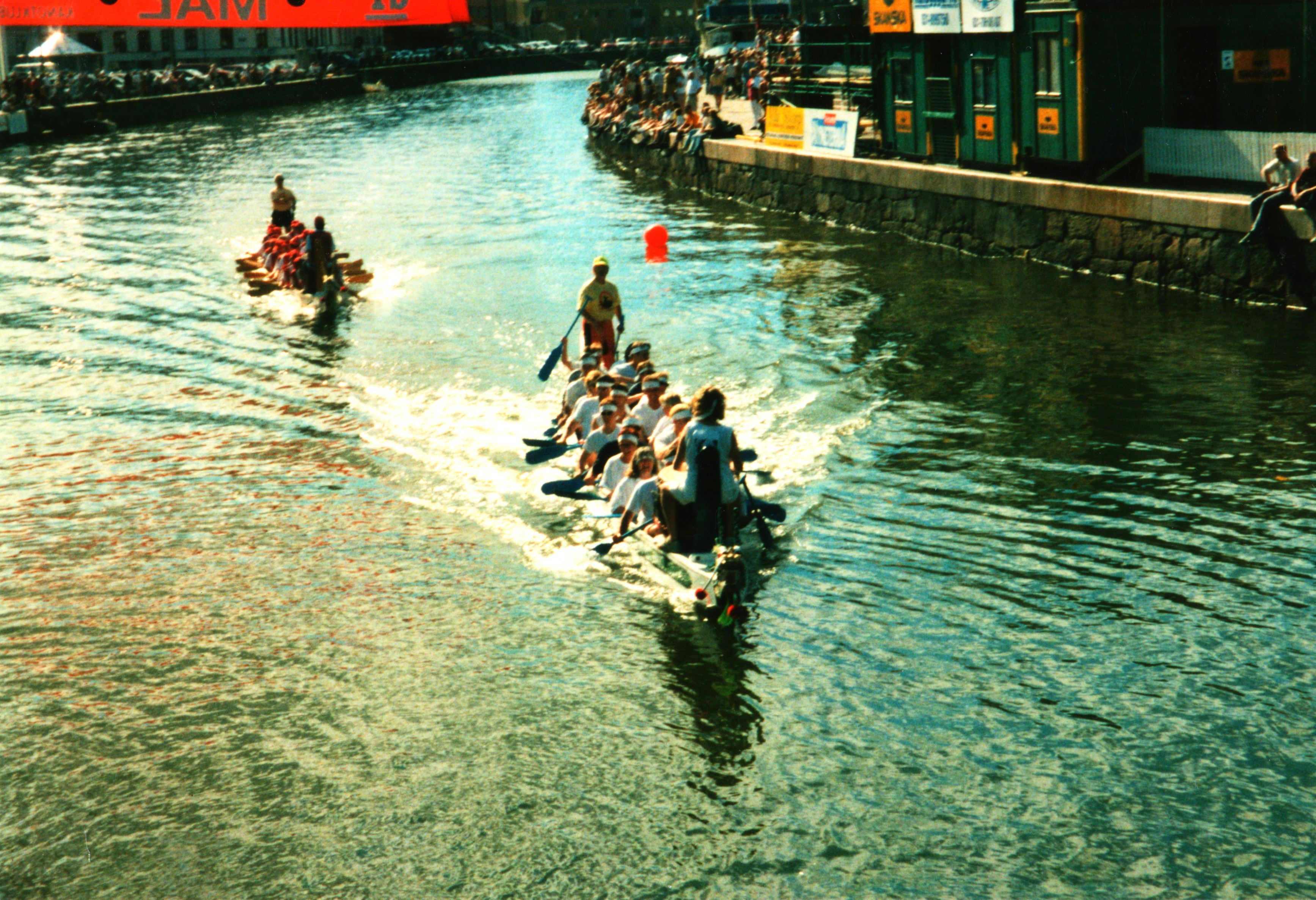
Roddtävling på Drakbåtsfestivalen (1992?).

År 1974 inkorporerades Askim, Styrsö och Rödbo.
Angeredsbron som invigdes söndagen den 3 december 1978, blev den nya transportleden för Angeredsborna till arbetsplatserna vid industrierna på Hisingen. Dittills hade färjan vid Nyebro ombesörjt förbindelserna mellan ön och fastlandet.
Under perioden 1970-84 minskade Göteborgs befolkning från 451 800 till 424 100 invånare. Resultatet blev flera outhyrda lägenheter, främst i nordöstra Göteborg. År 1985 inleddes emellertid en period med svag ökning av befolkningen, skiftad med spridda år med sjunkande befolkningstal. Nyårsskiftet 1998/1999 hade staden drygt 459 500 invånare, mycket tack vare invandringen. Mer än var femte göteborgare hade då utländsk bakgrund. På hundra år växte alltså befolkningen från 126 000 till 459 500.

## Brandförsvar
Göteborg fick sin första brandordning den 5 juli 1639 i 20 punkter, där staden indelades i fyra fjärdingar, som vardera hade en brandmästare som chef samt assistenter och rotmästare. Fem stegar och ett antal vattenspänner av läder utgjorde de första brandredskapen, inköpta av staden. Trång trähusbebyggelse, bristfällig utrustning, dåliga brandväktare som många gånger larmade falskt, samt en allmänt dålig övervakning gav Göteborg ett rykte om att vara den stad i landet som mest drabbades av förödande eldsvådor. Eftersom det inte fanns någon poliskår i Göteborg de tidigaste åren, övervakades lugn och säkerhet av stads- och brandvakter. Det var indelta soldater ur Älvsborgs regemente som bildade stadsvakten och en borgarebeväpning som skötte brandvakten. År 1703 upplät magistraten var sitt rum åt dessa vid Gustaf Adolfs torg. 1748 års brandordning övertogs nattjänsten av en särskild vaktkår, som därmed befriade borgerskapet från denna syssla. Det var den nyblivne rådmannen, sedermera borgmästaren i Göteborg, Daniel Pettersson, som fick i uppdrag att utarbeta en ny brandordning för staden – den då gällande var över 100 år. Vaktkåren skulle – mellan klockan tio på aftonen och tills revelj blåstes på morgonen – med två man patrullera inom varje kvarter, och alltid följas åt. Som utrustning hade brandvakten en yxa och ett läderämbar samt en lykta och på varje helt timslag skulle han långsamt ropa: Från eld och brand, från fiendens hand, Beware Gud wår stad och land – samt ange klockslag.

## Ett urval av händelser i Göteborgs historia

### 1600-talet
- 1621, 4 juni – Göteborg grundades
- 1621, 8 oktober - Göteborg får sin första postiljon. Det var holländaren Christoffer Retl som anställdes som "stadens resande bud" för en lön på 32 daler silvermynt samt dagtraktamenten.[37]
- 1624 - De sista borgarna flyttar från Nya Lödöse till Gustav II Adolfs Göteborg vid Otterhällan.
- 1624, 24 februari - Slottsskogen skänktes till staden av Gustav II Adolf.
- 1627 - Göteborg öppnade landets första postkontor, föreståndaren hette Herman Schmidt.[37]
- 1630 - Första skolan inrättades, en trivialskola "Allmän skola till ungdomens undervisning i bokliga konster", i ett trähus på domkyrkoplanen i hörnet av Västra Hamngatan och Kungsgatan.
- 1635 - Antalet invånare uppgick nu till 2 000.
- 1637 - Den allra första resan till Nya Sverige, Delaware i Nordamerika avgick, med örlogsskeppet Calmare Nyckel och jakten Fågel Grip.
- 1641, 8 augusti - Första apoteket öppnades, senare kallat Enhörningen. Apotekaren Kilian Treutiger fick ansvaret.
- 1644, 5 april - Den danske kungen Kristian IV inledde den så kallade Hannibalsfejden med att ankra i Älvsborgsfjorden med 11 örlogsfartyg, i ett försök att blockera Göteborgs förbindelser västerut.[38]
- 1644, 20 april - Göteborgs kommendant Mannerskjöld gick under natten över älven med 1200 man för att förstöra ett danskt härläger vid Lundby kyrkogård, men slås tillbaka.[38]
- 1644, 30 april - Kung Kristian avseglade från Göteborg efter rykten om att en holländsk flottstyrka, hyrd av Louis de Geer, och under amiral Maerten Thijssens befäl var i antågade. Han bränner vid avfärden också den danska skansen Gottenbrille på Kyrkogårdsholmen.[38]
- 1644, 1 augusti - Amiral Maerten Thijssens värvade holländska flotta med 18 fartyg kom fram till Göteborg. Dessutom fanns kapade fartyg lastade med fisk och spannmål med i flottstyrkan.[39]
- 1645 I slutet av maj slogs ett danskt anfall tillbaka då en invasionsflotta under amiral Ove Gjedde stoppades vid älvmynningen av Maerten Thijssens, numera adlad Anckarhjelms, svenska flottstyrka.[40][41]
- 1645, 25 maj - I en nattlig storm gick bland annat det danska amiralsskeppet St. Sofia med 54 kanoners bestyckning på grund och sjönk söder om Buskär.[42][43][44][45]
- 1645, 27 maj -  I en ryttarstrid vid Landvetter med ca 500 man kavalleri från vardera sidan, stoppas en dansk framryckning mot Göteborg under befäl av ståthållaren på Varbergs fästning, Iver Krabbe, av Västgöta ryttare under överste Harald Stake.[40]
- 1645, 2 augusti - Ståthållaren i Norge, Hannibal Sehestedt, gick över Göta älv vid Bohus med 600 man kavalleri, 300 dragoner och 3500 man fotfolk. Han marscherade därefter ner mot Göteborg.[46]
- 1645, 4 augusti - De dansk-norska trupperna hejdas vid Säveån och Gullbergsäng i "Slaget vid Ranängen", då svenska trupper under befäl av generalmajor Lars Kagg går till motanfall.[47][48]
- 1645, 5 augusti - Sehesteds trupper tvingas tillbaka över till Hisingen vid Lärje, och de förföljs norrut mot Bohus av cirka 1000 man svenskt kavalleri, 350 dragoner och 1000 man fotfolk samt artilleri.[49]
- 1646, juni - Den första industriella anläggningen, ett vantmakeri och repslageri, uppfördes av handelsman Hans Macklier och major Adrian Anckarhielm vid nuvarande Vallgatan.[50]
- 1647, 27 mars - Göteborgs första gymnasium öppnades, "Götheborgs Kongl. Gymnasium".
- 1650 - En ekskog med 2 000 träd växte fortfarande på Stora Otterhällan.
- 1650 - Fästningen Nya Elfsborg började byggas på Kyrkogårdsholmen vid Göta älvs mynning.
- 1657, 5 september - Under Krabbefejden anföll den danske generalen Iver Krabbe svenska trupper vid Gamlestads bro, med delar av sitt kavalleri. Han drog sig tillbaka efter en kort strid.[51]
- 1660, 4 januari – Riksdagen sammankallades i Göteborg av Karl X Gustav, Kronhuset fick då fungera som rikssal. I samband med riksdagen dog kungen och hans fyraårige son, arvprinsen Karl, utropades som kung Karl XI av riksdagen.
- 1661, 21 mars - "Götheborgz Bryggiare Gille" (Göteborgs Bryggare Gille) startade sin verksamhet, då stadens magistrat hade godkänt gillets stadgar.[52]
- 1669, 2 januari - I en stor brand förstördes 50 hus i området som i dag begränsas av Norr- och Östra Hamngatan, Nygatan och Drottningtorget.
- 1669, 10 maj - 80 hus förstördes i en brand, bland annat Rådhuset, Kristine kyrka och Myntverket.
- 1676, början av juli - Den norske ståthållaren Gyldenløve försökte innesluta Göteborg från landsidan, i den så kallade Gyldenløvefejden. Han inväntar också en dansk flotta som skall stänga till från sjösidan.[53]
- 1676, 16 juli - Det danska 38-kanoners linjeskeppet København gick på grund i Kalvsund, anfölls av svenska brännare utsända av amiral Erik Sjöblad, och exploderade vid Köpenhamnsbådan nära Grötö.[54]
- 1688 - En hälsobrunn upptäcktes vid Köpmansgatan, nära Kristine kyrka, av stadsmedicus Abraham Bex.
- 1699, maj - Den första teaterföreställningen hålls i Göteborg. Det är den tyska truppen Die Chur-Sächsischen Hochteutschen Comoedianten,[55] som under ledning av Salomon Klockhaus och Johan Christian Kunst, bland annat ger komedier av Molière och drama av Pedro Calderón de la Barca.[56][57]

### 1700-talet
- 1700 - Stadens invånarantal var nu omkring 6 000.
- 1716 - Värdet av alla hus, tomter, lös egendom och övriga tillgångar i Göteborg uppskattas till 1,84 miljoner daler silvermynt.[56]
- 1717, 2-3 maj anfaller Peder Tordenskjold Göteborg med en flotta, som dock slås tillbaka i höjd med Nya Varvet och Rya Nabbe på Hisingen.[58]
- 1717, 20 september - Karl XII besöker Göteborgseskadern.[59]
- 1719 - 22 juli, på förmiddagen[60] inleder Peder Tordenskjold ett nytt anfall på Göteborg. Den 28 juli lämnar huvuddelen av den danska eskadern Rivö fjord, men natten till 27 september är man tillbaka igen. Tordenskjold uppenbarar sig personligen på Nya Varvet.[61]
- 1720 - Biljarden (eller Trycktaffel som den först hette) kommer till Göteborg. Det var Stralsundaren och källarmästaren Daniel Breid som inrättat spelet i Rådhuskällaren.[62]
- 1721, 15 april - En stor brand förstörde Göteborgs domkyrka och över 200 hus.
- 1731, 14 januari – Svenska Ostindiska Companiet grundades, vilket resulterade i ett stort ekonomisk uppsving för Göteborg.
- 1739 - Den samtida Göteborgsskildraren Eric Cederbourg berättade att det nu fanns strax över 1 000 hus i staden, och att dess invånare var 14 940 stycken.
- 1745, 12 september - Ostindiska kompaniets fartyg Götheborg strandar utanför Nya Älvsborgs fästning, efter en hemresa från Ostindien.
- 1746, 14 januari - 196 hus förstördes i en kvartersbrand. Denna eldsvåda resulterade i att en ständig brandvakt inrättades två år senare.
- 1749, 16 december - Stadens första regelbundna tidning kom ut, Götheborgs Wecko-Lista, redaktör var Johan Georg Lange.
- 1754, 30 november - Den första frimurarelogen instiftades.
- 1758 i juni - Ny stor eldsvåda härjade det 5:e kvarteret, fler än 100 hus lades i aska.
- 1774, 1 januari - Götheborgs Allehanda började att utges, vilket var stadens första nyhetstidning.
- 1779, 27 juli - Göteborgs första teater, Comediehuset ger sin urpremiär på en konsert, i hörnet av dåvarande Sillegatan (Postgatan) 10-12/Nedre Kvarnbergsgatan 16.[63]
- 1786-87 - Göteborgs första vattenverk tillkommer. Vattenledningen utgörs av trärör och med självtryck från Kallebäcks källa till stadens centrum.
- 1788, 3 oktober - Kung Gustav III kom fram till Göteborg för att personligen leda stadens försvar mot den dansk-norska armé som gått ner genom Bohuslän i det så kallade Teaterkriget.[64]
- 1792 - En stor eldsvåda utbröt och bland annat eldhärjades Palacehuset i Brunnsparken svårt. 110 hus förstördes och 600 familjer blev hemlösa.
- 1793 - 1 400 människor blev hemlösa då alla utom tre hus på Kvarnberget brann ned.
- 1794 - 84 hus i Nordstaden brann ned i en kvartersband.

### 1800-talet
- 1800 - Göteborg med förstäderna Haga, Masthugget och Majorna har 17 190 invånare.
- 1802 - Ännu en storbrand och denna gång med 180 hus nedbrunna. Hela dåvarande affärscentrum och även Domkyrkan. Nästan 3 000 personer blev hemlösa.
- 1804 - 218 hus vid Stora Otterhällan brann ned, vilket drabbade cirka 8 000 av stadens fattigbefolkning.
- 1813, 29 maj - En bolagsstämma beslutar att Ostindiska kompaniet skall upplösas.
- 1813 - 96 hus förstördes vid brand på Sillgatan. Denna brand omskrivs ibland som den sista av forna tiders stora bränder i Göteborg.
- 1820 - Göteborg med förstäderna Haga, Masthugget och Majorna har 23 667 invånare.
- 1832, 15 augusti - Gunnebo slott säljes till slaktarmästaren John Carlsson för 6 786 rdr bco. Därmed var den sista resten av John Hall d.y.s förmögenhet borta. Detta var en epilog till John Hall & Co:s konkurs 1807.
- 1834, juli - Koleraepidemin bröt ut i staden, och fram till oktober samma år avled 1 830 personer, där den sista räknas som landshövdingen Axel von Rosen.[56]
- 1851, 28 juli - i Göteborg inträffade en total solförmörkelse den 28 juli 1851.[65]
- 1854, 4 juli - Telegrafförbindelsen mellan Göteborg och Stockholm tas i bruk, vars byrå inrättas i våning två i Nya Fattigförsörjningshuset vid Stampen. Första direktören för Elektriska Telegrafen var S. A. Schaar.[66]
- 1855, 1 juli - Göteborgs första brevlådor sätts upp i butiker vid: Skeppsbron, Kronhusgatan, Magasinsgatan, Kungstorget, Stampen och Landsvägsgatan. För sitt besvär att ta emot och lämna ut breven, fick butiken en ersättning med 1 skilling banco per brev.[67]
- 1859, 3 december - Göteborgsposten publiceras för första gången av bokhandlaren David Felix Bonnier. Tidningen utkommer två dagar i veckan, onsdag och lördag.
- 1862, 21 maj - En kvartersbrand drabbade 33 fastigheter i Majorna.
- 1865, 29 oktober - Den Malmska valen, det vill säga en ung blåval strandade på Näset söder om Göteborg. Valen dödades och såldes till Göteborgs Naturhistoriska Museum som lät stoppa upp den.
- 1877, 13 december - Första telefonförbindelsen upprättas i Göteborg, mellan staden och Jonsered.[68]
- 1891, augusti - I samband med den stora Industriutställningen i Göteborg i augusti 1891, kom den första bensindrivna bilen till Sverige. Det var göteborgsfirman Boye & Thoresen som låtit importera en Daimler från Frankrike, vilken ställdes ut på mässan.[68]
- 1898, 25 maj - Den första elbilen kommer till Göteborg med ångaren Götha och levererades av Parisfirman Panhard & Levasser. Det är Pellerins Margarinfabrik som beställt fordonet.[69]
- 1899, 19 oktober - Göteborgs första motorcykel (då kallad quadricykel), hade importerats från Paris och kördes av Knut Felix Bonnier (1831-1942).[70]

### 1900-talet
- 1900 - Invånarantalet i Göteborg var 130 619 personer.
- 1900 - 1 januari. Staden tog över spårvagnstrafiken från det Londonbaserade Gothenburg Tramway Co Ltd för 1 282 400 kronor.
- 1900, 25 april - Den sista dödsdomen i Göteborg, avkunnas. Det var gjuteriarbetaren Axel Herman Svanteson Westerlund som rånmördat portvakten Johannes Johansson.[68]
- 1900, 25 november - Ett svårt ras inträffade i hamnen, då ett cirka 100 meter långt och 25 meter brett avsnitt av Masthuggskajen sjönk ner i Göta älv.[71]
- 1901, 17 augusti - Första taxameterdroskan sattes i trafik.
- 1902, 29 juli - Första provturen med elektrisk spårvagn gjordes, på sträckan Järntorget-Slottsskogsgatan.
- 1902, 3 november - Första numret av Göteborgs-Tidningen utkom, lösnummerpris 2 öre.
- 1902, 5 december - Den första automobilklubben i Sverige - Göteborgs automobilklubb - konstituerades den 5 december med ändamål att verka för automobilåkningens utveckling och sammanslutning mellan dess utövare. Till ordförande valdes ingenjör, greve Gustaf Hamilton, till vice ordförande ingenjör H. Pripp och till sekreterare konsul Harald Grebst.[72]
- 1902, 26 december - Ett kraftigt oväder drog in över västkusten, Skåne och Norrland. Tak blåste av på flera hus i Göteborg.
- 1903, 29 maj - Det första tåget på Säröbanan avgick, mellan Göteborg och Särö.
- 1904, 23 oktober - Den kraftigaste jordbävningen i Sverige under modern tid drabbade Göteborg och övriga Skandinavien. Cirka 11.30 och under cirka 2 minuter pågick den. Dess centrum låg utanför Bohuskusten.ref>GT, 24 oktober 1904, "Jordbäfning. Då marken går i vågor."[73]
- 1905, 9 september - En spårvagnsolycka vid Kämpebron ägde rum. En motorvagn körde ned i Stora Hamnkanalen efter en kollision mellan två spårvagnar som resulterade i en urspårning.
- 1905, 26 september - Ett kraftigt jordskred inträffade vid Ramberget på Hisingen. Nära en kilometer berördes och nio hus förstördes.
- 1905 - Västra Hamnkanalen fylldes igen.
- 1906, 1 januari - Lundby socken på Hisingen införlivades med Göteborg, som därmed fick ett befolkningstillskott på 12 000 personer.
- 1907 - SKF grundades.
- 1907, 1 maj - Den första Majblomman presenterades av Beda Hallberg.
- 1908 Tre nya territoriella församlingar tillkommer genom att Vasa församling utbryts ur Domkyrkoförsamlingen, Annedals församling utbryts ur Haga församling och en ny Masthuggsförsamling utbryts ur den gamla församlingen som byter namn till Oscar Fredrik. [74]
- 1908, 15 april klockan 14.00[75] - Ångaren Göta Elf kantrade 30 meter från Lilla Bommens hamn och 26 människor drunknade.
- 1909, 30 november - En jättebrand utbröt på Hisingen i ett upplag för trä och kol.
- 1910, 9 juli - ett kvarter med upplagsskjul förstördes i en brand på järnvägsområdet mellan Järntorget och Nya Skeppsbrokajen.
- 1910, 11 augusti - Tre arbetare begravdes när en 100 meter lång vägg i en lertäkt rasade under pågående utlastning. Raset berodde på ihärdigt regnande.
- 1911, 15 februari - En stor brand förstörde Bark o Warburgs brädgårdar i Majorna, vilket resulterade i att hundratals människor blev arbetslösa.
- 1911, 23 mars - Den första flygningen i Göteborg sker på Kvibergsfältet. Det var piloten René Cozic från Ostende som flög på 50 meters höjd i nära fem minuter. Över 12 000 åskådare fanns på plats.[68]
- 1911, 18 september - Göteborgs gnisttelegrafstation, senare kallad Göteborg radio, öppnas för allmän telegramtrafik från "Gnistängen" i Kungsten.[76]
- 1913, 8 maj - Stadens första brandbil köps in för 20 000 kronor.[68]
- 1914, 9 mars - Ljudfilmen har officiell premiär på Folkteatern i Göteborg. Biljettpriset låg mellan 25 öre och 1 krona.[68]
- 1915, 19 september - En kvartersbrand i området Stampen förstörde en mängd gamla trähus och skadorna värderades till minst en miljon kronor.
- 1916, 29 juli - Badorten Vargö Stjärnvik i Göteborgs skärgård totalförstördes i en brand.
- 31 augusti 1920 - En tågolycka inträffade på Göteborgs-Säröbanan då en vagn lossnade och tre personer omkom.
- 14 november 1920 - En stor brand utbröt och totalförstörde ett magasinsområde i hamnen. Orsaken var ett mycket högt vattenstånd (+1,45 meter) i samband med ett oväder. I ett hamnmagasin som översvämmades förvarades karbid som i kontakt med vattnet orsakade en förgasning, varvid acetylen bildades och antändes, troligen av en passerande ångare.
- 8 maj 1923 - Jubileumsutställningen i Göteborg invigdes av kung Gustaf V till åminnelse av 300-årsjubileet. Till denna utställning byggdes flera av Göteborgs numera välkända byggnader och institutioner som Göteborgs konstmuseum, Göteborgs Konsthall, Liseberg, Botaniska trädgården och Naturhistoriska museet.
- 25 juli 1925 - Den så kallade Strömman & Larssonbranden bröt ut på Lundbysidan av Göteborgs hamn i en brädgård. 145 000 kvadratmeter brann ned och två brandmän omkom.
- 1926 - Volvo bildades som ett dotterbolag inom SKF.
- 28 juli 1926 - Två personer omkom när flygbåten nr 42 havererade i havet i närheten av Tistlarna.
- 13 januari 1928 - Göteborgs konserthus på Heden brann ned i en våldsam eldsvåda.
- 1931 - Tre brandmän omkom och ett tiotal skadades vid en brand i Hanssons fyrverkerifabrik som ledde till en rad explosioner.
- 15 februari 1932 - En man placerade en större dynamitladdning i förstugan på det hus på Vegagatan 3[77] där hans hustru bodde. Explosionen dödade tre personer och flera skadades.
- 1932, 8 augusti, klockan 12.00 - Greta Garbo kom till Göteborgs hamn med Svenska Amerika Linjens M/S Gripsholm.[78]
- 1934, 2 juli - Reguljär flygtrafik mellan Göteborg och Stockholm öppnas av ingenjör Olle Ekman.[79]
- 1935, 5 februari - Hindås hotell förstördes i en brand där en person omkom.
- 1939, 26 november - Götaälvbron invigs i en snöstorm.
- 1940, 20 april - Ett tyskt bombplan av typ Heinkel He 111 träffades av svenskt luftvärn över Mölndal, och störtade på Hinsholmen.[80]
- 1940, 10 juli - Fyra svenska jagare inköpta i Italien kom fram till Göteborg efter en äventyrlig resa, den så kallade Psilanderaffären. Två av jagarna blir därefter ett välbehövligt tillskott till svenska flottans Göteborgseskader.[81]
- 1940, 17 september - Nio personer avled och 28 skadades när ett persontåg från Göteborg på väg norrut kolliderade med ett lokaltåg på Västkustbanan vid skansen Lejonet.
- 1942, 31 mars - Sent på kvällen lämnade tio norska kvarstadsbåtar Göteborgs hamn med destination England. Avsikten var att segla igenom den tyska Skagerrakspärren, men bara två av fartygen kom igenom.[82]
- 1943, 3 april - Vid en explosion vid Nya Varvet omkom sex personer.
- 1944, 2 april - Ett amerikanskt bombplan av typ B-24 Liberator landade på Torslanda, med avsikt att avgöra om flygplatsen kunde vara reservflygfält i den kommande hemliga kurirflygverksamheten, Operation Sonnie, mellan neutrala Sverige och England. Flygplatsen godkändes.[83]
- 1944, 8 september - Engelska och tyska krigsfångar, bland annat delar av tyska Afrikakåren, utväxlades i Göteborg efter svensk medling.[84]
- 1945, 7 maj - Den tyska ubåten U 3503 tvingades kasta ankar utanför Vinga efter ett allierat flyganfall. Ubåten sänktes dagen därpå av sin egen besättning.[85]
- 1945, 8 maj - Fredsdagen firades, och 60 000 människor samlades på Götaplatsen. Alla Göteborgs kyrkklockor ringde mellan 08.00 och 08.30. Den väldiga klangen hördes långt utanför stadens gränser.[86]
- 1947, 16-17 oktober - Helan och Halvan uppträder på Lorensbergs cirkus. De gav två föreställningar per kväll.[87]
- 1949 - Den första tobaksautomaten i Göteborg installeras vid Köpmansgatan.[68]
- 1949, 30 juli - Ett 300 meter långt magasin brann upp i kvarteren kring Statens Järnvägar (SJ) och Bergslagernas Järnvägars stationshus vid Bergslagsgatan.
- 1950, 22 april - Centralpolisen i Göteborg börjar med "radiomotorcykelpatrull" (mc-poliser).[88]
- 29 maj 1958 - Nya Ullevi, Sveriges största idrottsarena, invigs.
- 1959, 16 januari - stadens första lapplisor anställs.[89]
- 1974, 26 september. Några så kallade "nollor" från Chalmers tekniska högskolas E-sektion, klistrade skyltfärgad tejp med bokstäverna "Ank" över "Göt" på ett antal vägskyltar som normalt visade vägen till Göteborg. Påhittet fick stort genomslag i västsvensk massmedia.[90]
- 1975, Göteborgs äldsta företag upphör - Apotek Enhörningen som startades 1642 av Kilian Treutiger (1611-1676) vid Södra Hamngatan 13.
- 1976, november - Kungstorget ockuperades i en vecka av ett stort antal miljöaktivister som motsatte sig bygget av ett parkeringsgarage under torget. Slutligen gav socialdemokraterna med sig och stoppade planerna på garaget.
- 12 mars 1992 - Tretton människor omkom och 29 skadades när en strömlös spårvagn spårade ur och körde in i väntande resenärer och bilister vid Vasaplatsen.
- 17 november 1995 – En ovanligt kraftig snöstorm drabbade Göteborg oväntat hårt. Ovädret uppstod i samband med en ocklusionsfront. Det föll mellan fem och sex decimeter nysnö på en natt, och kombinerat med friska vindar blev det för mycket för att snöröjningen skulle klara av det. Skogarna drabbades hårt och all trafik, tåg, bilar, spårvagnar, lamslogs. Morgonen därpå hölls skolor och de flesta affärer stängda på grund av att det inte gick att ta sig dit. Eftersom spårvagnstrafiken ställdes in fylldes växlarna med is så att trafiken inte gick att få i gång på flera dagar efteråt.
- 30 oktober 1998 – 63 ungdomar omkom i en brand på ett disco på Hisingen.

### 2000-talet
- 14 juni|14 till 16 juni 2001 – Göteborg stod värd för ett EU-toppmöte där Sverige för första gången fick besök av en sittande amerikansk president, George W. Bush. Demonstranter och poliser drabbade samman i en omtalad kedja händelser som har fått namnet Göteborgskravallerna.